# 에이브러햄 링컨 행정부
에이브러햄 링컨은 1861년 3월 4일 제16대 미국 대통령으로 취임하여, 두 번째 임기를 시작한 지 42일 만인 1865년 4월 15일 사망하며 재임 기간을 마쳤다. 첫 공화당 대통령이었던 링컨은 재임 기간 내내 지배적이었던 남북 전쟁에서 연방의 승리를 성공적으로 이끌었으며, 이는 미국의 노예제 종식으로 이어졌다. 그의 뒤를 이어 부통령 앤드루 존슨이 취임했다.
링컨은 1860년 대통령 선거에서 4명의 후보 중 다수 득표를 얻어 취임했다. 링컨의 득표 대부분은 미국 북부에서 나왔는데, 공화당은 미국 남부 유권자들에게 거의 어필하지 못했다. 전 휘그당 소속이었던 링컨은 노예제의 영토 확장에 반대하는 정치 강령으로 출마했다. 그의 당선은 남북 전쟁 발발의 직접적인 계기가 되었다. 대통령 취임 후 링컨은 남부가 연방에서 분리되는 어떠한 해결책도 받아들이기를 거부했다. 남북 전쟁은 링컨 취임 몇 주 만에 연합국 경계 내에 위치한 연방 시설인 섬터 요새에 대한 연합국의 공격으로 시작되었다.
링컨은 남북 전쟁의 정치적, 군사적 측면을 모두 다루어야 했고, 두 영역에서 모두 도전에 직면했다. 그는 총사령관으로서 연합국 지지자들을 진압하기 위해 메릴랜드주에서 헌법이 보장하는 인신보호 영장 권리를 정지시켰다. 또한 그는 최초로 징병제를 시행한 대통령이 되었다. 연방이 동부 전선에서 여러 차례 초기 패배를 겪으면서 링컨은 전쟁 중 여러 군 지휘관들을 교체했고, 마침내 서부 전선에서 연방을 여러 승리로 이끌었던 율리시스 S. 그랜트 장군으로 정착했다. 링컨의 1863년 노예 해방 선언은 당시 연합국 영토에 갇혀 있던 350만 명의 노예들의 법적 자유를 인정하고 노예 해방을 연방의 전쟁 목표로 확립했다. 1865년 링컨은 노예제를 위헌으로 만든 수정 헌법 제13조 통과에 중요한 역할을 했다. 링컨은 또한 최초의 홈스테드 법 중 하나인 1862년 모릴 토지 허여 법안과 1862년 태평양 철도 법안을 포함한 중요한 국내 입법 통과를 주재했다. 그는 1864년 1864년 국민통합당 후보로 재선을 위해 출마했으며, 이 당은 공화당 외에 전시 민주당원들의 지지를 받았다. 링컨은 선거에서 패배할 것을 우려했지만, 그는 자신의 전 부하이자 민주당 소속인 조지 매클렐런 장군을 압도적인 승리로 물리쳤다. 선거 후 몇 달 만에 그랜트는 로버트 E. 리 장군이 이끄는 연합군을 격파하며 사실상 전쟁을 끝냈다. 1865년 4월, 리의 항복 5일 후 발생한 링컨의 암살은 국가를 재건해야 하는 최종 과제를 다른 사람들에게 남겼다.
사후 링컨은 노예 해방자, 연방의 구세주, 자유의 대의를 위한 순교자로 묘사되었다. 정치 역사가들은 오랫동안 링컨의 업적과 개인적 특성을 높이 평가해 왔다. 조지 워싱턴과 프랭클린 D. 루스벨트와 함께 그는 학자들과 대중 모두에게 미국 역사상 가장 위대한 대통령 상위 3명 중 한 명으로 꾸준히 평가받았으며, 종종 미국 역사상 가장 위대한 대통령으로 꼽힌다.

## 1860년 선거

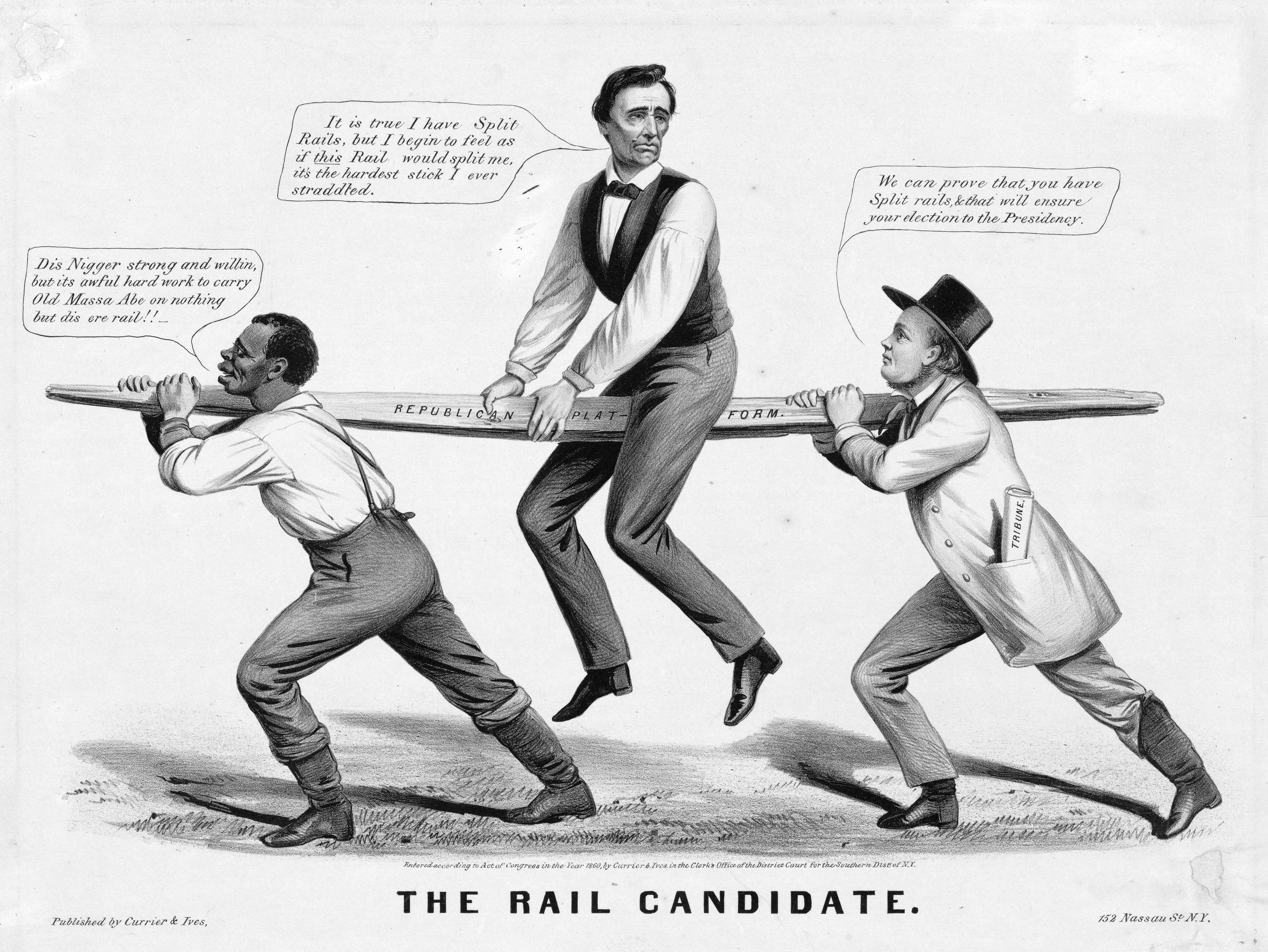
에이브러햄 링컨의 1860년 대통령 후보직이 노예 문제(왼쪽의 노예)와 당 조직(오른쪽)에 의해 지지되고 있는 모습을 묘사한 커리어 앤드 아이브스의 삽화 "철도 후보(The Rail Candidate)".

전직 휘그당 의원이었던 링컨은 1858년 일리노이주 상원 선거에서 민주당원 스티븐 A. 더글러스에게 근소한 차이로 패배한 후 주요 공화당 대통령 후보로 부상했다. 뉴욕의 공화당 상원의원 윌리엄 H. 수어드가 가지고 있던 폭넓은 지지는 없었지만, 링컨은 여러 차례의 투표 끝에 전당대회에서 공화당 대통령 후보로 지명될 수 있다고 믿었다. 링컨은 1859년과 1860년 대부분을 자신의 출마에 대한 지지를 구축하는 데 보냈고, 그의 쿠퍼 유니언 연설은 동부 엘리트들에게 좋은 반응을 얻었다. 링컨은 당의 "온건한 중도"에 자신을 위치시켰다. 그는 영토 내 노예제 확장에 반대했지만, 연방 정부가 노예제를 폐지할 수 없다는 합의를 받아들였다. 5월 1860년 공화당 전당대회의 첫 투표에서 링컨은 수어드에 이어 2위를 차지했지만, 수어드는 지명을 확보하지 못했다. 링컨의 강경한 "나를 구속하는 어떤 계약도 하지 마라"는 지시를 무시하고, 그의 매니저들은 전당대회의 세 번째 투표에서 링컨의 지명을 얻기 위해 책략을 썼다. 대의원들은 이어서 메인주의 상원의원 해니벌 햄린을 부통령 후보로 지명했다. 당 강령은 영토 내 노예제 확장에 반대했지만, 주 내에서의 노예제에는 간섭하지 않겠다고 약속했다. 또한 보호 관세, 대륙횡단철도와 같은 내부 개선, 그리고 서부의 공공 토지 정착을 장려하기 위한 정책을 지지했다.
1860년 민주당 전당대회는 1860년 4월에 열렸지만, 후보 합의에 실패하여 휴회했다. 6월에 두 번째 전당대회가 열려 스티븐 더글러스를 대통령 후보로 지명했지만, 몇몇 노예제를 지지하는 남부 대표단은 더글러스를 지지하기를 거부했는데, 이는 강력한 노예제 지지 후보를 요구했기 때문이다. 이 남부 민주당원들은 별도의 전당대회를 열어 현 부통령인 켄터키주의 존 C. 브레킨리지를 대통령 후보로 지명했다. 전 휘그당원과 노 나싱당원들로 구성된 입헌통일당은 존 벨을 대통령 후보로 지명했다. 브레킨리지와 벨은 주로 남부에서 경쟁할 것이고, 링컨과 더글러스는 북부에서 표를 얻기 위해 경쟁할 것이었다. 공화당원들은 이 전당대회 이후 자신감을 가졌으며, 링컨은 분열된 민주당이 선거에서 승리할 가능성이 거의 없다고 예측했다.

1860년 선거인단 투표 결과

링컨은 한 곳을 제외한 모든 북부 주에서 승리하여 선거인단 다수표를 확보했다. 링컨은 180표를 얻었고, 브레킨리지는 72표, 벨은 39표, 더글러스는 12표를 얻었다. 링컨은 뉴잉글랜드의 모든 카운티와 북부의 나머지 대부분 카운티에서 승리했지만, 남부의 996개 카운티 중 단 두 곳에서만 승리했다. 전국적으로 링컨은 유효 투표의 39.8%를 얻었고, 더글러스는 29.5%, 브레킨리지는 18.1%, 벨은 12.6%를 얻었다. 유권자 82.2%가 논쟁이 많았던 이 선거에 참여했는데, 이는 미국 역사상 두 번째로 높은 투표율이다. 대통령 선거에서 공화당이 성공했음에도 불구하고, 당은 의회 양원에서 다수표를 얻는 데 실패했지만, 남부 주들이 분리된 후 링컨은 양원에서 다수표로 통치했다.

## 과도기

### 분리 독립의 위협
에이브러햄 링컨의 승리 이후, 모든 노예주들은 탈퇴를 고려하기 시작했다. 링컨은 1861년 3월 4일에야 취임할 예정이었으므로, 재임 중이던 민주당 대통령 제임스 뷰캐넌이 그때까지 나라를 이끌었다. 펜실베이니아 출신의 뷰캐넌은 남부에 동정적인 "doughface"였다. 뷰캐넌 대통령은 탈퇴가 불법이라고 선언했지만, 정부가 이를 저지할 권한은 없다고 주장했다. 링컨은 탈퇴 위기가 고조되는 동안 공식적인 조치를 취할 권한이 없었다. 그럼에도 불구하고 링컨은 수많은 조언을 받았다. 많은 이들은 그가 남부의 이익이 위협받지 않고 있음을 안심시켜주기를 원했다. 노예 소유주의 권리에 대한 위로의 말은 공화당 지지층을 소외시키고, 연방의 불멸성에 대한 강경한 입장은 남부인들을 더욱 격분시킬 것임을 깨달은 링컨은 침묵 정책을 선택했다. 그는 남부에 대한 어떠한 명백한 행위나 위협 없이 충분한 시간이 주어지면, 남부의 연방주의자들이 승리하여 주를 다시 연방으로 되돌릴 것이라고 믿었다. 그에게 연락한 남부 상인의 제안으로 링컨은 라이먼 트럼불 상원의원이 자신의 공개 연설에 삽입할 자료를 제공함으로써 남부에 간접적으로 호소했다. 공화당원들은 트럼불의 연설을 칭찬했고, 민주당원들은 이를 비난했으며, 남부는 대체로 이를 무시했다.
1860년 12월, 미국 하원과 미국 상원은 모두 전개되는 위기를 다루기 위해 특별 위원회를 구성했다. 링컨은 도망 노예, 워싱턴 D.C. 내 노예제, 국내 노예 무역과 같은 문제에 대한 협상 여지가 있다고 여러 의원들에게 전달했다. 그러나 그는 새로운 주나 영토로 노예제가 확장되는 것을 허용하는 어떤 것도 변경할 수 없이 반대한다는 점을 분명히 했다. 12월 6일, 링컨은 하원 특별 위원회 소속 공화당원인 올랜도 켈로그 의원에게 편지를 써서, 켈로그가 "노예제 확장에 관한 어떠한 타협 제안도 받아들이지 말아야 한다. 당신이 그렇게 하는 순간, 그들은 다시 우리를 지배할 것이고, 우리의 모든 노력은 헛수고가 되며, 조만간 다시 해야 할 것이다. 더글러스는 분명히 다시 그의 [인민 주권]을 가져오려 할 것이다. 그런 것은 없어야 한다. 갈등은 지금이 나중보다 낫다."라고 말했다.
12월 중순, 상원 특별 위원회 위원장인 켄터키주 상원의원 존 J. 크리텐던은 크리텐던 타협으로 알려진 6개의 헌법 수정안을 제안했다. 이 타협안은 북위 36도 30분선 남쪽 연방 영토의 노예제를 보호하고 그 위도 북쪽 영토에서는 노예제를 금지하며, 새로 편입되는 주들은 그 경계 내에서 노예제 지위를 결정하도록 했다. 의회는 어떠한 주(또는 컬럼비아 특별구)에서도 노예제를 폐지하거나 국내 노예 무역에 간섭하는 것이 금지될 것이었다. 수어드의 압력에도 불구하고 링컨은 이 타협안을 지지하기를 거부했다. 여전히 노예제의 영토 확장에 반대했던 링컨은 공화당 상원의원들에게 비밀리에 타협안에 반대하도록 요청했고, 이는 의회에서 통과되지 못했다.

### 심화되는 위기

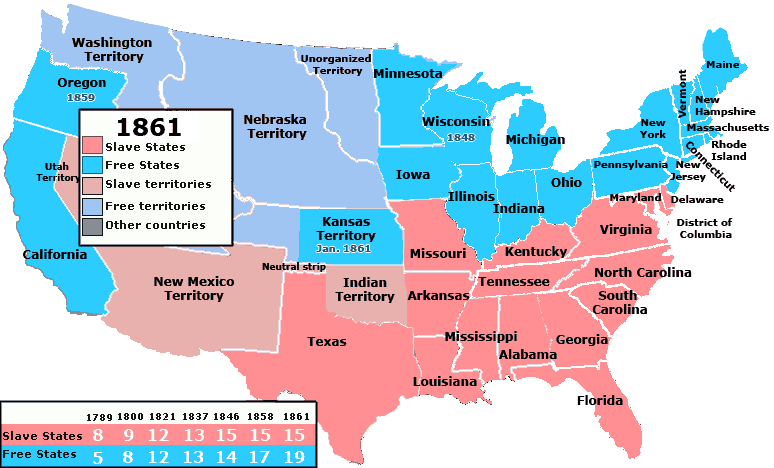
1861년 캔자스가 편입된 후, 자유주 19개와 노예주 15개가 있었다.

링컨은 남부의 분리 독립 위협이 대부분 허세이며, 1820년과 1850년처럼 지역적 위기가 해소될 것이라고 믿었다. 그러나 많은 남부인들은 링컨의 대통령직 승인과 영토 내 노예제 제한이 궁극적으로 미국에서 노예제 소멸로 이어질 것이라고 확신했다. 1860년 12월 20일, 사우스캐롤라이나주는 분리 독립에 투표했고, 다른 6개 남부 주는 다음 40일 동안 분리 독립했다. 2월에 이 남부 주들은 아메리카 연합국 (CSA)을 형성하고 제퍼슨 데이비스를 임시 대통령으로 선출했다. CSA가 형성되었음에도 불구하고, 노예 보유주인 아칸소, 노스캐롤라이나, 테네시, 버지니아, 델라웨어, 메릴랜드, 켄터키, 미주리 등은 여전히 연방의 일부로 남아 있었다.
1861년 2월, 연방을 보존하기 위한 두 가지 마지막 정치적 노력이 이루어졌다. 첫 번째는 21개 주에서 보낸 131명의 대표단이 수도의 윌러드 호텔에서 열린 평화 회의에 참석한 것이었다. 이 회의는 이전 크리텐든 타협과 유사한 내용의 7개 항 헌법 수정안 제안을 의회에 제출했다. 이 제안은 상원에서 거부되었고 하원에서는 전혀 고려되지 않았다. 두 번째 노력은 노예제에 대한 "결코-아닌" 헌법 수정안으로, 주 내의 국내 제도를 의회의 간섭과 미래의 헌법 수정안으로부터 보호할 것이었다. 일반적으로 코윈 수정안으로 알려진 이 조치는 의회에서 승인되었지만, 주 의회에 의해 비준되지 않았다.

### 워싱턴 D.C. 도착
1861년 2월 11일, 링컨은 다음 2주 동안 그를 수도로 데려갈 특별 열차에 탑승했다. 링컨은 열차 여행 중 매일 여러 차례 연설했다. 그의 연설은 대부분 즉흥적이었지만, 그의 메시지는 일관되었다: 그는 남부에 대한 적대적인 의도가 없었고, 분열은 용납될 수 없으며, 그는 법을 집행하고 재산을 보호할 의도가 있었다.
여행 중에 링컨을 죽이려는 다양한 음모에 대한 소문이 무성했다. 새뮤얼 펠턴 필라델피아, 윌밍턴 및 볼티모어 철도 사장은 앨런 핑커톤 탐정을 고용하여 분리주의자들이 철도를 파괴하려 할 수 있다는 보고를 조사하게 했다. 핑커톤은 조사를 수행하면서 볼티모어에서 링컨의 생명에 대한 시도가 있을 것이라는 정보를 얻었다. 위협의 결과로 여행 일정이 변경되었고, 다른 교통 수단에 대한 철로가 폐쇄되었으며, 보안을 강화하기 위해 전신선까지 절단되었다. 링컨과 그의 일행은 2월 23일 이른 아침 3시경 볼티모어 항구를 통과하여 몇 시간 후 무사히 수도에 도착했다. 발표된 일정에서 예고 없이 출발한 것과 링컨이 눈에 띄지 않기 위해 입은 비전통적인 복장 때문에 비평가들과 만화가들은 그가 변장하여 워싱턴에 몰래 들어갔다고 비난했다. 링컨은 워싱턴에 도착한 직후 뷰캐넌과 의회 지도자들을 만났다. 그는 또한 공화당 상원의원들과 만나 피드백을 얻으며 내각 구성을 완료하기 위해 노력했다.

## 첫 취임
링컨은 자신의 취임 연설이 공포와 불안, 불안정한 정치적 환경 속에서 이루어질 것을 인지하고 연설 준비 과정에서 동료들과 친구들로부터 조언을 구했다. 링컨이 조언을 구한 사람들 중에는 오빌 브라우닝이 있었는데, 그는 링컨에게 "함락된 공공 재산과 장소를 되찾기 위해"라는 문구를 삭제하라고 조언했다. 그는 또한 자신의 전 라이벌(이자 국무장관 지명자)인 윌리엄 H. 수어드에게 연설을 검토해달라고 요청했다. 수어드는 링컨에게 연설에 대한 6페이지 분량의 분석 보고서를 제출하며 49개의 수정 제안을 했고, 당선된 대통령은 그 중 27개를 최종 원고에 반영했다.
링컨의 첫 대통령 취임식은 1861년 3월 4일 미국 국회의사당 동쪽 기둥 현관에서 거행되었다. 선서에 앞서 링컨은 취임 연설을 했다. 그는 이미 노예제가 존재하는 주에서 노예제를 간섭할 의도나 헌법적 권한이 없음을 남부에 재확인시키려는 시도로 연설을 시작했다. 그는 1850년 도망 노예법을 시행할 것을 약속했고, 현재 노예제가 존재하는 주에서 노예제를 보존할 보류 중인 헌법 수정안에 대해 호의적으로 언급했다. 그는 또한 이미 분리 독립한 주들에게 연방 정부가 그들을 "공격"하지 않을 것이라고 확언했다. 그러나 이러한 확언 후에 링컨은 분리 독립이 "무정부 상태의 본질"이며 "정부에 속한 재산을 점유하고 보유하며 소유하는" 것이 자신의 의무라고 선언했다. 분리 독립 문제에 대해 여전히 망설이는 남부 내부에 초점을 맞추면서 링컨은 "존재하는 연방을 파괴하려는 한 지역 또는 다른 지역의 사람들"과 "그러나 진정으로 연방을 사랑하는 사람들"을 대조했다. 마무리 발언에서 링컨은 분리 독립주의자들에게 직접적으로 이야기하며, 어떤 주도 "단순한 스스로의 움직임"만으로는 연방에서 탈퇴할 수 없다고 주장하고, 국토의 법을 "보존하고, 보호하고, 방어"하겠다는 도덕적 약속을 강조했다. 그런 다음 그는 확고하지만 화해적인 메시지로 연설을 마무리했다.
우리는 적이 아니라 친구입니다. 우리는 적이 되어서는 안 됩니다. 격정이 긴장을 고조시켰을지라도, 우리의 애정의 유대를 끊어서는 안 됩니다. 모든 전장과 애국자의 무덤에서 이 넓은 땅의 모든 살아있는 심장과 화로에 이르기까지 뻗어 있는 신비로운 기억의 끈은, 우리의 본성의 더 나은 천사들이 다시 만져질 때, 분명히 그럴 것이며, 연방의 합창을 다시 울릴 것입니다.

## 행정부

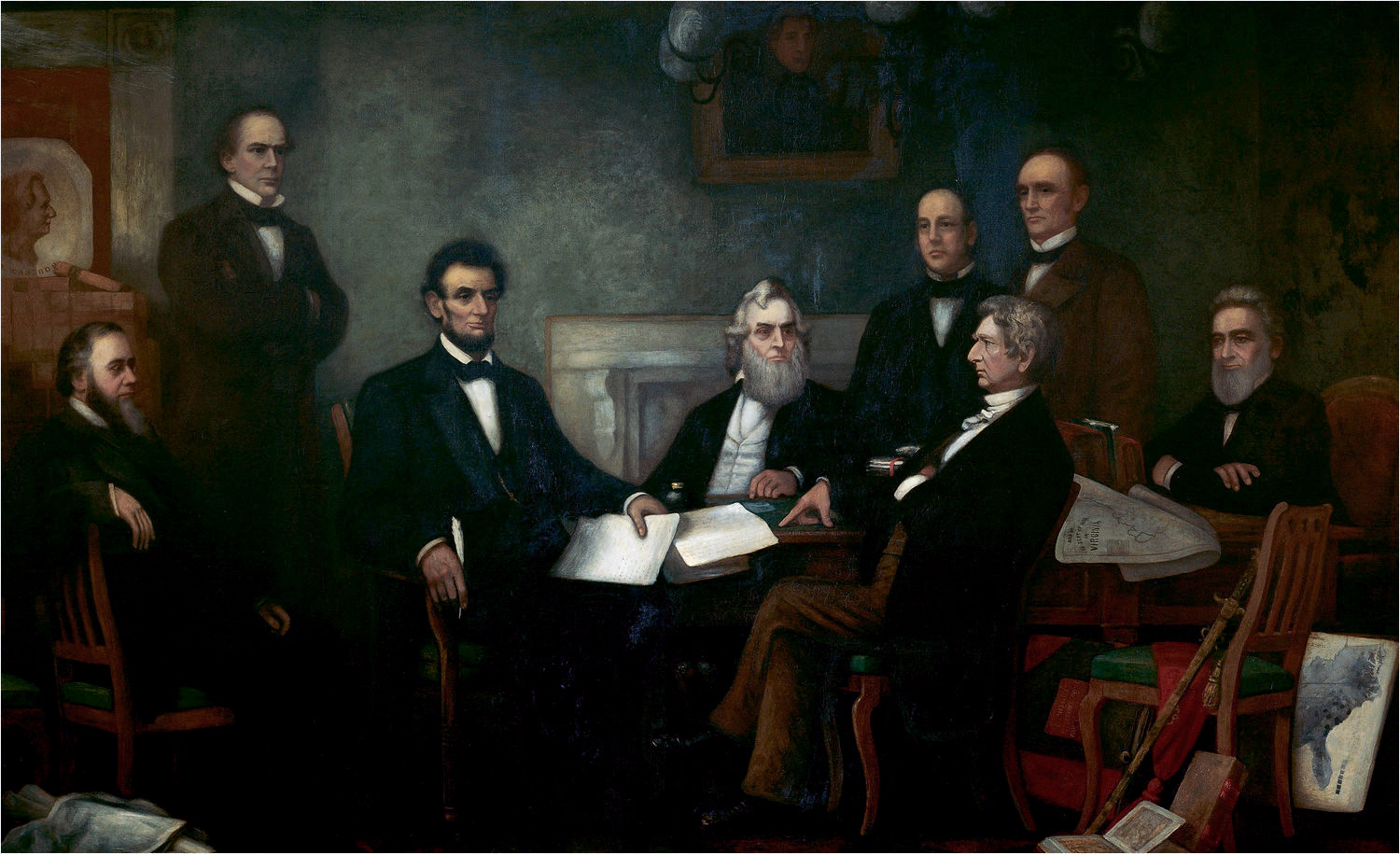
프랜시스 비크넬 카펜터의 노예 해방 선언문 초안의 첫 번째 낭독, 1864년 링컨과 그의 내각 구성원들을 보여준다.

링컨은 선거 당일 밤부터 내각을 구성하는 과정을 시작했다. 공화당을 통합할 내각을 구성하기 위해 링컨은 당의 모든 파벌에 손을 내밀었으며, 특히 전 휘그당원과 전 민주당원의 균형을 맞추는 데 중점을 두었다. 링컨의 최종 내각에는 공화당 후보 지명을 놓고 경쟁했던 그의 주요 라이벌들이 모두 포함될 것이었다. 그는 자신보다 자격이 훨씬 더 인상적으로 보이는 강한 의지를 가진 사람들을 주변에 두려워하지 않았다. 내각 임명자들이 경제 문제에 대해 다른 견해를 가지고 있었지만, 모두 노예제의 영토 확장에 반대했다.
내각 중 처음으로 채워진 직책은 국무장관이었다. 이 직책은 당선된 대통령이 자신의 정당에서 가장 유력한(가장 잘 알려지고 인기 있는) 인물에게 제안하는 것이 관례였다. 윌리엄 수어드가 바로 그런 인물이었고, 1860년 12월 중순, 부통령 당선자 햄린은 링컨을 대신하여 그에게 이 직책을 제안했다. 수어드는 1860년 공화당 대통령 후보 지명을 받지 못한 것에 깊이 실망했지만, 링컨의 국무장관으로 봉사하는 데 동의했다. 1862년 말까지 수어드는 링컨 내각의 지배적인 인물이 되었지만, 국무장관의 노예제 폐지와 다른 문제에 대한 보수적인 정책은 공화당 내 많은 사람들을 소외시켰다. 일부 의회 지도자들로부터 수어드를 해고하라는 압력이 있었음에도 불구하고 링컨은 재임 기간 내내 국무장관을 유지했다.
링컨이 재무장관으로 선택한 인물은 오하이오주 상원의원 새먼 P. 체이스로, 수어드의 주요 정치적 라이벌이었다. 체이스는 가능한 한 빨리 노예제를 폐지하려 했던 급진파 공화당원들의 지도자였다. 수어드를 비롯한 다른 사람들은 체이스의 강력한 반노예 기록과 노예 소유주를 달래는 것으로 간주될 수 있는 남부와의 어떤 종류의 협상에도 반대했기 때문에 체이스의 선임을 반대했다. 체이스는 1864년 공화당 후보 지명을 은밀히 추진했고, 링컨의 재선을 훼방 놓으려 자주 노력했지만, 링컨은 체이스의 재무장관으로서의 유능함과 급진 공화당원들 사이의 인기로 인해 그를 유임시켰다. 체이스는 1864년 6월 임명 문제로 사임을 제안했고, 대통령으로 재지명된 지 얼마 안 된 링컨은 체이스의 사임을 수락했다. 링컨은 체이스를 윌리엄 P. 페슨덴으로 교체했는데, 그는 상원 재무위원회 위원장을 지낸 급진 공화당원이었다. 노쇠한 페슨덴은 1865년 2월 사임했고, 휴 맥컬로치로 교체되었다. 그는 통화감사관실에서 근무했다.
링컨이 내린 가장 문제가 많은 내각 선택은 사이먼 캐머런을 국방장관으로 임명한 것이었다. 캐머런은 중요한 정치적 요충지인 펜실베이니아주에서 가장 영향력 있는 공공 지도자 중 한 명이었지만, 가장 부패한 인물 중 한 명으로도 알려져 있었다. 그는 주지사 당선자 앤드루 G. 커틴과 당 의장 A. K. 매클루어가 이끄는 파벌로부터 자신의 주 내에서 반대에 부딪혔다. 그럼에도 불구하고, 취임식 날까지 경쟁하는 파벌들은 링컨 내각에 적어도 한 명의 펜실베이니아인이 있는 것이 사업 이익에 중요하다는 것을 깨달았고, 캐머런은 국방장관이 되었다. 역사학자 윌리엄 기에나프는 곧 중요해질 이 직책에 캐머런을 최종 선택한 것이 링컨이 남북 전쟁을 예상하지 않았다는 분명한 지표라고 믿었다. 캐머런이 국방부를 다룰 능력이 없다고 느낀 링컨은 1862년 1월 캐머런을 러시아 대사로 임명하여 전술적으로 제거했다. 캐머런은 에드윈 M. 스탠턴으로 교체되었는데, 그는 확고한 연방주의적 친기업 보수 민주당원으로 급진 공화당 파벌로 기울었다. 스탠턴은 다른 어떤 고위 관리보다 링컨과 더 자주, 더 긴밀하게 협력했다.
링컨은 경계주 출신 두 명을 내각에 임명했다. 메릴랜드주의 몽고메리 블레어는 반노예주의자와 경계주 민주당원들 사이에서 인기가 많았으며, 링컨의 첫 미국 우정청장이 되었다. 블레어는 그의 아버지 프랜시스 프레스턴 블레어가 앤드루 잭슨 대통령의 고문으로 일했고, 그의 남동생 프랜시스 프레스턴 블레어 주니어가 미주리주에서 주요 연방주의 지도자였던 저명한 정치 가문 출신이었다. 블레어의 우정국은 남북 전쟁이 제기하는 도전에 적절히 대응했지만, 블레어 가문은 전쟁 중 북부 및 경계주 지도자들의 반감을 샀다. 블레어를 정치적 부담으로 본 링컨은 1864년 9월 블레어를 내각에서 해임하고 윌리엄 데니슨으로 교체했다. 미주리주는 법무장관 에드워드 베이츠의 형태로 또 다른 경계주 내각 구성원을 제공했다. 베이츠는 1864년에 사임했고, 링컨의 친한 친구인 조슈아 프라이 스피드의 형인 제임스 스피드가 그 자리를 대신했다.
링컨은 부통령 당선인 해믈린에게 뉴잉글랜드 주 출신 인사를 내각에 찾아달라고 요청했다. 해믈린은 코네티컷 출신의 기디언 웰스를 추천했는데, 그는 제임스 K. 포크 대통령 시절 해군부에서 일했던 전 민주당원이었다. 다른 영향력 있는 공화당원들도 동의했고, 웰스는 미국 해군부 장관이 되었다. 내무장관 자리에는 링컨과 같은 중서부 유권자층을 대표하는 전 휘그당원인 인디애나 출신의 케일럽 블러드 스미스를 선택했다. 그의 비평가들은 그의 일부 철도 사업을 비난하고, 그를 더그페이스라고 비난하며, 고위 공직에 대한 그의 지적 능력을 의심했다. 결국 스미스의 내무장관 선임은 링컨을 위한 그의 선거 운동 노력과 그들의 우정과 많은 관련이 있었다. 스미스는 건강 악화로 2년도 채 되지 않아 사임할 것이었다. 그는 존 팔머 어셔로 교체되었다.

## 사법부 임명
링컨이 취임하기 전 남부 민주당원들은 미국 연방 대법원을 장악했으며, 1857년 드레드 스콧 대 샌드퍼드 사건에서의 그들의 인기 없는 판결은 북부에서 공화당의 대의를 활성화하는 데 큰 역할을 했다. 링컨이 취임했을 때 피터 비비언 다니엘의 사망으로 대법원에 공석이 생겼다. 1861년 초 존 맥린의 사망과 존 아치볼드 캠벨의 사임으로 두 자리의 공석이 더 발생했다. 공석에도 불구하고 링컨은 1862년 1월까지 어떠한 대법관도 후임 지명하지 않았다. 노아 헤인스 스웨인, 새뮤얼 프리먼 밀러, 그리고 데이비드 데이비스는 모두 링컨에 의해 지명되었고 1862년에 상원의 인준을 받았다. 의회는 1863년 제10순회법 통과를 통해 법원에 열 번째 자리를 추가했고, 링컨은 전쟁 민주당원인 스티븐 존슨 필드를 그 자리에 임명했다. 1864년 로저 태니가 사망한 후 링컨은 전 재무부 장관 새먼 체이스를 대법원장으로 임명했다. 링컨의 임명은 북부 연방주의자들에게 법원에서 다수를 차지하게 했다. 링컨은 또한 재임 기간 동안 미국 지방법원에 27명의 판사를 임명했다.

## 남북 전쟁

### 섬터 요새

1861년 미국 분리 독립 위기 지도.
범례:
1861년 4월 15일 이전에 분리 독립한 주
1861년 4월 15일 이후 분리 독립한 주
노예제를 허용했지만 분리 독립하지 않은 주
노예제가 금지된 연방의 주
연방군 통제 하의 미국 영토

링컨이 취임할 무렵에는 7개 주가 탈퇴를 선언하고 그 경계 내의 연방 재산을 점유했지만, 미국은 찰스턴 근처의 섬터 요새와 펜서콜라 근처의 피켄스 요새와 같은 주요 군사 시설에 대한 통제권을 유지했다. 피켄스 요새보다 덜 안전하고 탈퇴주의자들의 온상인 사우스캐롤라이나에 위치한 섬터 요새는 1861년 초 북부와 남부 모두에서 중요한 상징적 문제로 떠올랐다. 링컨이 위기를 해결하는 데 시간을 자신의 이점으로 활용할 수 있다는 희망은 그가 취임한 첫 날 무너졌다. 그는 섬터 요새의 지휘관 로버트 앤더슨 소령의 편지를 읽었는데, 그의 부대가 4~6주 안에 식량이 바닥날 것이라는 내용이었다.

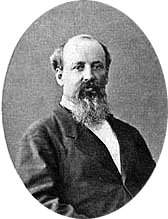
구스타부스 폭스는 미 해군 참전 용사로, 섬터 요새 위기에서의 역할 이후 해군부의 핵심 인물이 되었다.

3월 7일 회의에서 육군 최고 사령관인 윈필드 스콧 장군과 육군 최고 기술자 존 G. 토튼은 해군 장관 웰스의 반대에도 불구하고 요새를 단순히 보강하는 것은 불가능하다고 말했다. 스콧은 링컨에게 요새를 방어하려면 대규모 함대, 25,000명의 병력, 그리고 몇 달간의 훈련이 필요하다고 조언했다. 3월 13일, 섬터 요새에서 강경한 입장을 고수하는 내각 내 가장 강력한 지지자인 블레어 우정청장은 링컨에게 그의 처남인 구스타부스 V. 폭스를 소개했다. 폭스는 요새에 대한 해군 보급 및 보강 계획을 제시했다. 이 계획은 전 행정부 마지막 달에 스콧의 승인을 받았지만, 뷰캐넌은 이를 거부했다. 3월 15일, 링컨은 각 내각 구성원에게 "모든 상황을 고려할 때, 현재 섬터 요새에 보급하는 것이 현명한가?"라는 질문에 서면으로 답변해 줄 것을 요청했다. 블레어만이 계획에 무조건적인 승인을 했다. 결정은 내려지지 않았지만, 링컨은 폭스, 스티븐 A. 헐벗, 그리고 워드 라몬을 사우스캐롤라이나로 직접 파견하여 상황을 평가하게 했다. 돌아온 권고는 탈퇴주의자들의 감정이 고조되어 요새를 위협하고 있으므로 보강이 필요하며, 앤더슨의 우려에도 불구하고 실행 가능하다는 것이었다.
3월 28일, 스콧은 정치적 이유가 군사적 이유보다 더 중요하다고 판단하여 피켄스와 섬터를 모두 포기할 것을 권고했다. 다음 날, 깊이 격분한 링컨은 스콧의 제안을 내각에 제시했다. 이제 블레어는 웰스, 체이스와 함께 보강을 지지했다. 베이츠는 비확정적이었고, 캐머런은 참석하지 않았으며, 수어드와 스미스는 보급에 반대했다. 그날 늦게 링컨은 폭스에게 섬터 요새를 보강할 함대를 편성하기 시작하라는 명령을 내렸다. 링컨의 섬터 요새와 피켄스 요새 재보급 정책은 폭력을 사용하지 않고 탈퇴 권리를 부인함으로써 북부인과 남부 연방주의자들 모두의 지지를 유지하기 위한 것이었다.
섬터 요새 임무가 준비되자 링컨은 국무부 서기 로버트 S. 추를 보내 사우스캐롤라이나 주지사 프랜시스 W. 피켄스에게 요새의 임박한 재보급을 알렸다. 이 메시지는 4월 8일 피켄스 주지사에게 전달되었다. 이 정보는 그날 밤 리치먼드에 있는 남부 연합 대통령 제퍼슨 데이비스에게 전보로 전달되었다. 남부 연합 내각은 이미 섬터 위기를 논의하기 위해 회의 중이었고, 4월 10일 데이비스는 요새의 항복을 요구하고 거부될 경우 폭격하기로 결정했다. 요새에 대한 공격은 4월 12일에 시작되었고, 요새는 다음 날 항복했다. 연방이 보낸 구호대는 너무 늦게 도착하여 개입할 수 없었다.

### 초기 전쟁
4월 15일, 섬터 요새 전투에 이어 링컨은 반란 상태가 존재한다고 선언하고 7만 5천 명의 주 민병대원에게 3개월 복무를 소집했다. 북부 주들은 이 요청에 호응했지만, 미주리주와 같은 경계 주들은 병사들을 제공하기를 거부했다. 링컨은 또한 7월에 시작될 특별 회기를 위해 의회를 소집했다. 의회가 회기 중에는 그의 행동의 자유에 영향을 미칠 수 있었지만, 링컨은 전쟁 자금 승인을 위해 의회가 필요했다. 윈필드 스콧의 조언에 따라 링컨은 정치적 동맹에게 로버트 E. 리 장군에게 연방군 지휘권을 제안하도록 요청했지만, 리는 남부 연합을 위해 봉사하기로 선택했다. 남부 주들의 연방군은 남부군이 통제하는 것을 막기 위해 연방 시설을 불태웠고, 남부 연합 지지자들은 볼티모어에서 폭동을 일으켰다. 수도의 안보를 확보하기 위해 링컨은 메릴랜드에서 인신 보호 영장을 정지하고 존 메리맨을 석방하라는 법원 명령을 무시했다. 링컨이 메릴랜드와 다른 경계 주들에서 질서를 유지하기 위해 고군분투하는 동안, 버지니아, 노스캐롤라이나, 아칸소, 테네시 모두 연방에서 탈퇴했다. 노스캐롤라이나는 5월 20일 마지막으로 탈퇴했다.
여러 주의 탈퇴로 링컨의 공화당은 의회 양원에서 큰 다수를 차지했다. 테네시주의 앤드루 존슨과 같은 전쟁 민주당원들도 링컨의 정책 대부분을 지지했지만, 코퍼헤드 (평화 민주당원)는 남부 연합과의 평화를 주장했다. 처음부터 전쟁 노력의 성공을 위해서는 양당의 지지가 필수적이라는 것이 분명했으며, 장군 임명과 같은 어떠한 행동도 양측의 파벌을 소외시킬 수 있었다. 링컨은 다양한 집단, 특히 민주당의 환심을 사기 위해 여러 정치 장군을 임명했다. 1861년 7월에 재개된 의회는 링컨의 전쟁 제안을 지지하며, 육군을 50만 명으로 확장하기 위한 예산을 승인했다. 육군 조직은 링컨과 전쟁부에 큰 도전이 될 것이었다. 많은 전문 장교들은 민간 통제에 저항했고, 많은 주 민병대는 자율적으로 행동하려고 했다. 링컨은 군인 동원에 있어 지방 관리들의 지지가 전쟁 성공에 필수적임을 알고 있었기 때문에, 후원 권한과 개인 외교를 사용하여 북부 지도자들이 전쟁 노력에 전념하도록 보장했다.
북부를 탈퇴에 반대하도록 성공적으로 단합시킨 링컨은 다음으로 워싱턴에서 불과 100마일 떨어진 남부 연합의 수도 리치먼드를 공격하기로 결정했다. 링컨은 전쟁부와 해군부의 상태에 실망했고, 스콧은 군대가 더 많은 훈련 시간이 필요하다고 조언했지만, 링컨은 그럼에도 불구하고 공세를 명령했다. 노령의 스콧이 직접 군대를 이끌 수 없었기 때문에, 어빈 맥다월 장군은 3만 명의 병력을 남쪽으로 이끌었고, 그곳에서 남부 연합의 P.G.T. 보우리가드 장군이 이끄는 병력을 만났다. 제1차 불런 전투에서 남부 연합군은 연방군에게 큰 패배를 안겨주었고, 전쟁의 빠른 종결에 대한 모든 희망을 꺾었다.

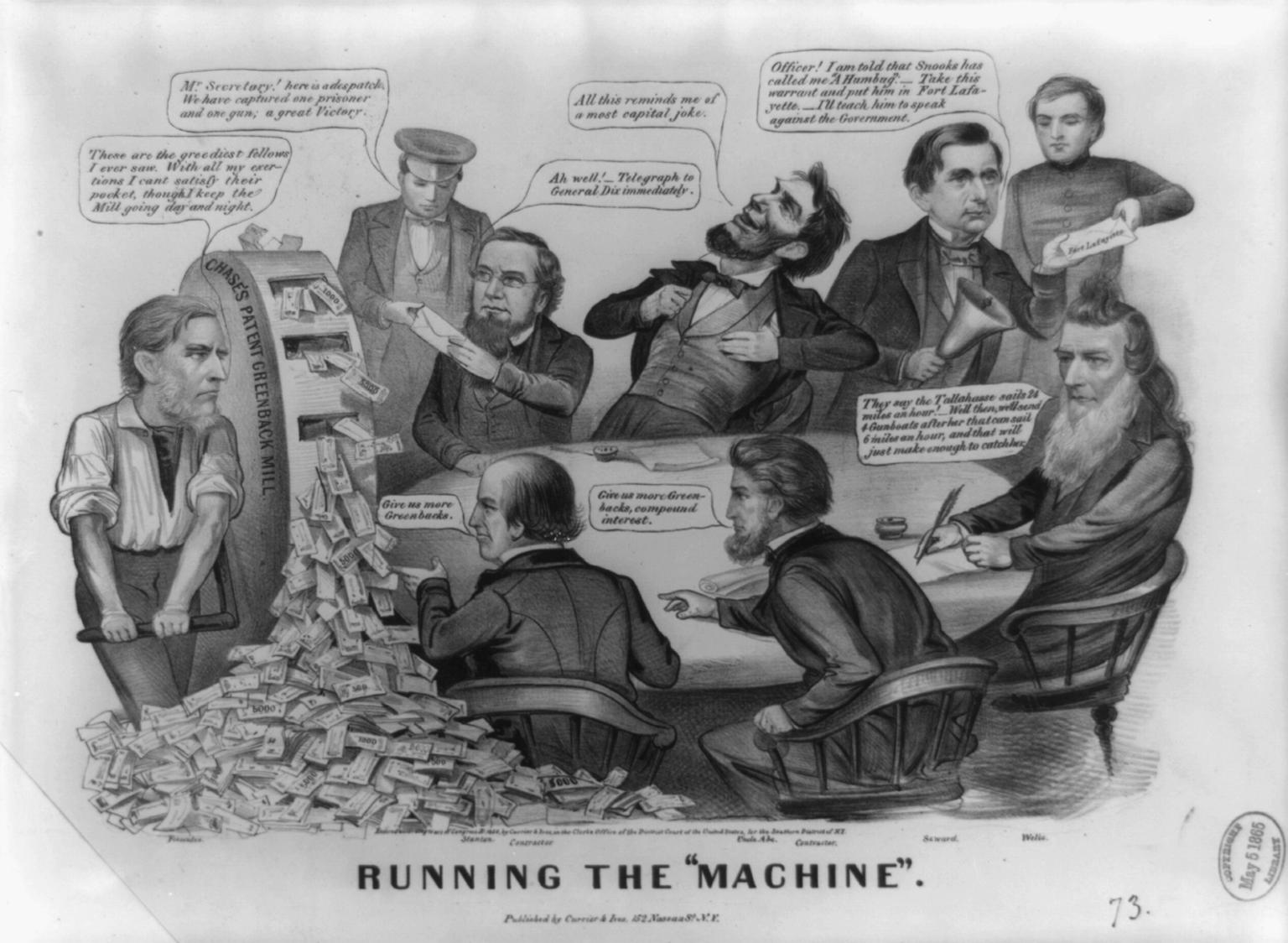
"기계를 돌리다": 1864년의 정치 만화는 링컨 행정부를 비판한다. 윌리엄 페센든, 에드윈 M. 스탠턴, 윌리엄 수어드, 기디언 웰스, 링컨 등이 등장한다.

섬터 요새 전투 이후 4개 주가 탈퇴하자 링컨의 주요 관심사 중 하나는 노예를 보유한 경계 주인 델라웨어, 메릴랜드, 켄터키, 미주리가 남부 연합에 가담하는 것이었다. 이 4개 주 중에서 링컨은 델라웨어에 대해 가장 덜 걱정했는데, 이 주는 연방 지지 인구가 상대적으로 많았다. 위치상 메릴랜드는 연방의 중요한 부분으로 남았다. 링컨은 주 내의 남부 연합 지지자들을 계속 억압했지만, 역사가 로널드 화이트는 링컨이 더 가혹한 조치를 취하기를 거부한 인내심도 지적한다. 1861년 11월 메릴랜드가 연방주의자 주지사 오거스터스 브래드퍼드를 선출하면서 메릴랜드가 연방의 일부로 남을 것이 확실해졌다. 메릴랜드보다 아마 더 중요했던 것은 핵심 강에 대한 접근을 제공하고 테네시와 중서부로 가는 관문 역할을 한 켄터키였다. 주의 섬세한 균형을 깨뜨리는 것을 피하기 위해 링컨은 공개적으로 군사 지도자들에게 켄터키의 선언된 중립을 존중하도록 명령했지만, 조용히 켄터키 연방주의자들을 지원했다. 남부 연합군은 이 중립을 먼저 위반하여 콜럼버스 마을을 점령했고, 연방은 중요한 마을인 퍼듀카를 점령했다. 켄터키처럼 미주리는 핵심 강에 대한 접근을 통제했으며 남부 연합 지지 인구가 많았다. 링컨은 존 C. 프리몬트 장군을 임명하여 지역에 대한 연방의 통제를 확보했지만, 프리몬트는 계엄령을 선포하고 반군 소유의 노예를 해방하는 포고령을 발표하여 주 내 많은 사람들을 소외시켰다. 링컨은 프리몬트를 해임하고 명령을 취소했지만, 미주리는 링컨에게 가장 문제가 되는 경계 주로 떠올랐다.

### 1864년까지의 동부 전선

#### 1861년과 반도 전역
제1차 불런 전투에서의 패배 후, 링컨은 맥다월을 대신할 조지 매클렐런 소장을 소환했다. 매클렐런은 서부 버지니아 전역에서 작은 전투에서 승리했으며, 이러한 승리는 연방주의자 웨스트버지니아주가 휠링 회의를 개최하고 결국 버지니아에서 탈퇴할 수 있게 했다. 링컨의 지지를 받아 매클렐런은 스콧의 아나콘다 계획을 거부하고, 대신 결정적인 전투로 전쟁을 끝낼 버지니아 공격을 제안했다. 1861년 말 스콧이 은퇴한 후, 링컨은 매클렐런을 모든 연방군의 총사령관으로 임명했다. 젊은 웨스트포인트 졸업생이자 철도 경영자이자 펜실베이니아 민주당원인 매클렐런은 그의 반도 전역을 계획하고 시도하는 데 몇 달을 보냈다. 이 전역의 목표는 포토맥 군을 배로 버지니아 반도로 이동시킨 다음 육로로 남부 연합 수도로 이동하여 리치먼드를 점령하는 것이었다. 매클렐런의 반복된 지연은 워싱턴을 방어하는 데 병력이 필요 없다는 그의 입장과 마찬가지로 링컨과 의회를 좌절시켰다.

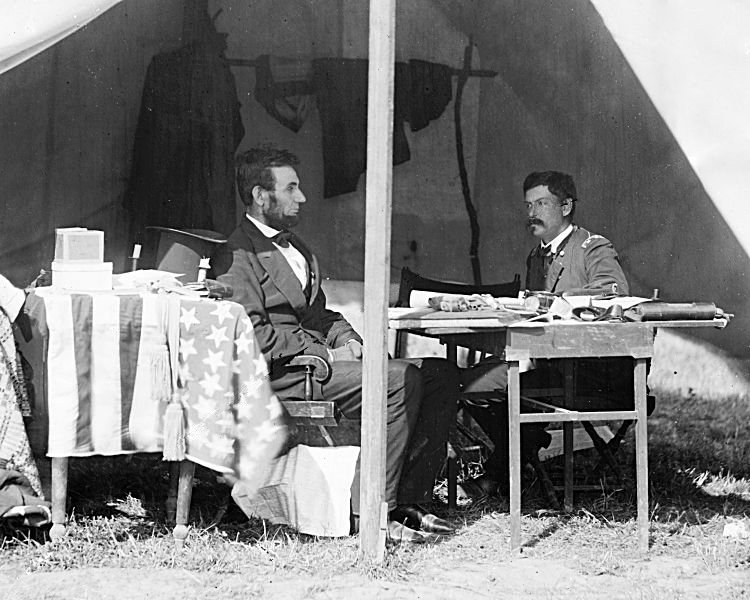
1862년 앤티텀 전투 후 링컨과 조지 매클렐런

불런 전투에 대응하여 의회는 군사 작전에 대한 감독을 제공하기 위해 합동 전쟁 행동 위원회를 설립했다. 전쟁 내내 이 위원회는 무능하거나 충분히 공격적이지 않다고 여겨지는 장군들을 조사했다. 위원회의 활동 외에도 의회는 전쟁 내내 링컨의 지도력에 일반적으로 따랐다. 급진 공화당원으로 알려진 일부 의원들은 링컨의 전쟁 수행과 노예제 즉각 폐지에 대한 그의 주저함에 자주 좌절했지만, 링컨은 찰스 섬너 상원 의원을 포함한 많은 급진 공화당 지도자들과 좋은 관계를 유지할 수 있었다. 반면에 의회 민주당원들은 전쟁과 노예제에 관한 링컨의 정책에 반대하는 경향이 있었다.
1862년 1월, 몇 달간의 무기력에 좌절한 링컨은 매클렐런에게 2월 말까지 공세를 시작하라고 명령했다. 매클렐런이 여전히 공격을 시작하지 못하자 의회 의원들은 링컨에게 매클렐런을 맥다월이나 프리몬트로 교체할 것을 촉구했지만, 링컨은 매클렐런을 포토맥 군 사령관으로 유지하기로 결정했다. 그러나 그는 5월에 매클렐런을 육군 총사령관직에서 해임하고 그 직책을 공석으로 두었다. 매클렐런은 3월에 남부 연합군을 공격했으며, 포토맥 군은 5월 말에 피 흘리는 결론 없는 세븐 파인즈 전투를 벌였다. 전투 후, 로버트 E. 리는 버지니아의 남부 연합군 지휘권을 맡았고, 그는 그의 군대를 이끌고 칠일 전투에서 승리하여 반도 전역을 효과적으로 종결시켰다.

#### 제2차 불런, 앤티텀, 그리고 프레더릭스버그

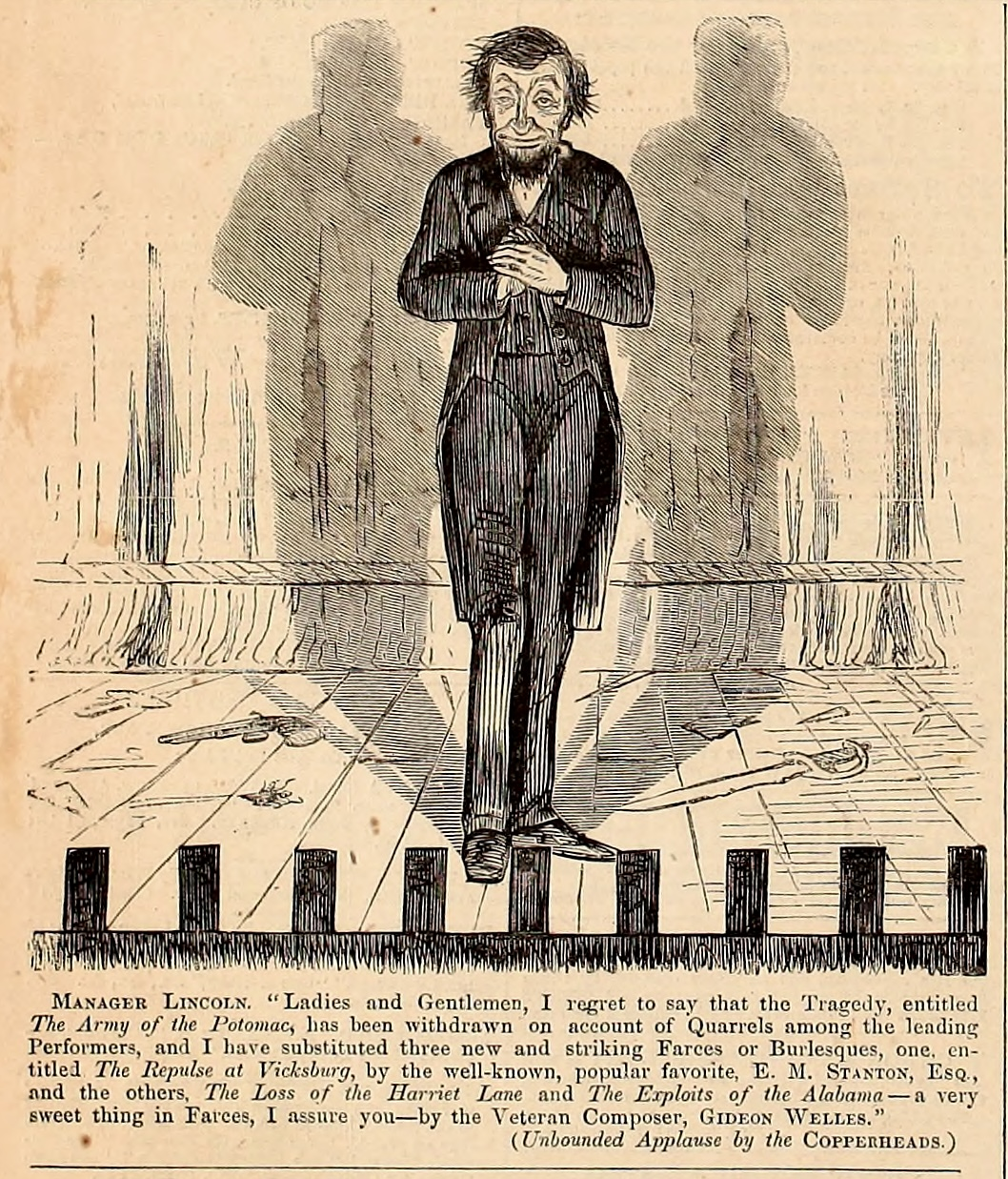
"매니저 링컨" (토머스 내스트, 하퍼스 위클리, 1863년 1월 31일)

1862년 6월 말, 포토맥군이 칠일 전투를 치르는 동안, 링컨은 새로 창설된 버지니아군의 지휘관으로 존 포프를 임명했다. 7월 11일, 링컨은 헨리 할렉을 서부 전선에서 불러와 육군 총사령관 직을 맡겼다. 그 직후, 링컨은 앰브로즈 번사이드에게 매클렐런을 대신하여 포토맥군 지휘관 직을 맡아달라고 요청했지만, 매클렐런의 절친한 친구였던 번사이드는 그 직책을 거절했다. 포프의 군대는 리치먼드 남쪽으로 이동했고, 8월 말, 버지니아군은 제2차 불런 전투에서 남부 연합군을 만나 또 다른 연방군의 대패를 겪었다. 전투 후, 링컨은 다시 매클렐런에게 의지하여 그를 포토맥군뿐만 아니라 버지니아군의 지휘관으로 임명했다.
매클렐런이 지휘권을 되찾은 직후, 리 장군의 군대가 포토맥강을 건너 메릴랜드로 진입하여 1862년 9월 앤티텀 전투가 벌어졌다. 이어진 연방군의 승리는 미국 역사상 가장 피비린내 나는 전투 중 하나였지만, 링컨은 1863년 1월 1일에 노예 해방 선언을 발표할 것이라고 발표할 수 있게 했다. 전투 후, 매클렐런은 후퇴하고 노출된 리의 군대를 추격하라는 대통령의 요구를 거부했다. 1862년 중간선거는 전쟁을 신속하게 끝내지 못한 행정부에 대한 심각한 불만, 인플레이션 상승, 새로운 세금, 부패 소문, 인신 보호 영장 정지, 징병법, 그리고 해방된 노예들이 노동 시장을 붕괴시킬 것이라는 우려 때문에 공화당에 심각한 손실을 가져왔다. 노예 해방 선언은 뉴잉글랜드와 상부 중서부의 농촌 지역에서 공화당에 표를 얻게 했지만, 도시와 하부 중서부에서는 표를 잃게 했다. 1862년 중간선거 후, 매클렐런의 계속되는 무활동에 좌절한 링컨은 매클렐런을 번사이드로 교체했다.
대통령의 조언에도 불구하고, 번사이드는 래퍼해녹 강을 건너 성급하게 공세를 시작했고 12월 프레더릭스버그 전투에서 리에게 참패를 당했다. 번사이드가 전장에서 패배했을 뿐만 아니라 그의 병사들은 불평이 많고 훈련되지 않았다. 1863년 동안 탈영병은 수천 명에 달했으며 프레더릭스버그 전투 이후 증가했다. 이 패배는 링컨이 전쟁을 잘못 처리했으며, 특히 장군 선발에 있어서 문제가 있었다고 믿었던 라이먼 트럼불, 벤저민 웨이드와 같은 급진 공화당원들의 비판을 증폭시켰다.

#### 게티즈버그 전역
"87년 전, 우리 조상들은 이 대륙 위에 자유 속에서 잉태되고 모든 사람은 평등하게 창조되었다는 명제에 바쳐진 새로운 나라를 세웠습니다. 이제 우리는 그 나라, 혹은 그렇게 잉태되고 그렇게 바쳐진 어떤 나라가 과연 오랫동안 지속될 수 있는지 시험하는 거대한 내전에 휘말려 있습니다. 우리는 이 전쟁의 거대한 전장에 모였습니다. 우리는 이 땅의 일부를, 이 나라가 살 수 있도록 여기서 목숨을 바친 이들을 위한 최종 안식처로 바치기 위해 왔습니다. 우리가 이렇게 하는 것은 전적으로 합당하고 적절한 일입니다. 그러나 더 넓은 의미에서, 우리는 이 땅을 바칠 수도, 봉헌할 수도, 신성하게 할 수도 없습니다. 여기서 분투했던 용감한 이들, 살아있는 자와 죽은 자들이 우리의 미약한 능력으로 더하거나 뺄 수 없을 만큼 이 땅을 신성하게 만들었습니다. 세상은 우리가 여기서 하는 말을 거의 주목하지도, 오래 기억하지도 못할 것입니다. 그러나 그들이 여기서 한 일을 결코 잊지 못할 것입니다. 오히려 우리 살아있는 자들에게 주어진 임무는, 여기서 싸웠던 이들이 지금까지 그렇게 고귀하게 진전시켜 온 미완의 과업에 우리 자신을 바치는 것입니다. 오히려 우리는 우리 앞에 놓인 위대한 과업에 헌신해야 합니다. 즉, 이 영광스러운 죽은 자들로부터 그들이 마지막 모든 것을 바쳐 헌신했던 대의에 대한 더욱 큰 헌신을 얻고, 여기서 이 죽은 자들이 헛되이 죽지 않았음을 굳게 결심하며, 하나님 아래 이 나라는 새로운 자유의 탄생을 맞이할 것이며, 국민의, 국민에 의한, 국민을 위한 정부는 이 땅에서 사라지지 않을 것입니다."
프레더릭스버그 전투 이후, 링컨은 번사이드를 서부 전선으로 재배치하고 번사이드를 조셉 후커 장군으로 교체했다. 후커는 동부 전선의 여러 전투에서 복무했다. 전쟁이 길어지면서 링컨은 미국 역사상 첫 군사 징병을 규정한 징집법에 서명했다. 징병법은 뉴욕과 다른 지역에서 징병 반대 폭동을 포함한 격렬한 반응을 불러일으켰다. 1863년 4월, 후커는 리치먼드를 향한 공세를 시작했고, 그의 군대는 챈슬러즈빌 전투에서 리의 군대와 마주쳤다. 더 큰 군대를 가졌음에도 불구하고, 연방군은 챈슬러즈빌에서 또 다른 큰 패배를 겪었지만, 남부 연합군도 스톤월 잭슨 장군의 사망을 포함하여 많은 사상자를 냈다. 남부 연합의 승리 후, 리는 1863년 6월 게티즈버그 전역을 시작하며 공세로 전환하기로 결정했다. 리는 공세에서의 남부 연합 승리가 링컨의 정치적 반대자들에게 힘을 실어주고 북부인들에게 연방이 전쟁에서 이길 수 없음을 확신시킬 것이라고 기대했다. 후커가 그의 진격 초기 단계에서 리를 막는 데 실패하자 링컨은 후커를 조지 미드 장군으로 교체했다. 리는 그의 군대를 펜실베이니아로 이끌었고, 미드의 포토맥군이 뒤를 이었다. 북부의 많은 사람들이 리의 진격에 불안해했지만, 링컨은 이 공세를 남부 연합군을 파괴할 기회로 보았다.
남부연합군과 연방군은 7월 1일 게티즈버그 전투에서 만났다. 3일간의 전투는 전쟁에서 가장 많은 사상자를 냈다. 빅스버그 전투에서의 연방 승리와 함께 게티즈버그 전투는 종종 전쟁의 전환점으로 언급된다. 전투는 남부연합군의 후퇴로 끝났지만, 링컨은 미드가 리의 군대를 파괴하는 데 실패한 것에 실망했다. 리를 추격하지 못한 것에도 불구하고 미드가 유능한 지휘관이라고 느낀 링컨은 미드가 포토맥군 지휘관으로 남도록 허락했다. 동부 전선은 1863년 남은 기간 동안 교착 상태에 빠졌다.
1863년 11월, 링컨은 게티즈버그에서 첫 국립 묘지를 헌정하고 전사한 병사들을 기리기 위해 초청되었다. 그의 게티즈버그 연설은 미국 정치적 가치의 핵심 진술이 되었다. 링컨의 "세상은 우리가 여기서 하는 말을 거의 주목하지도, 오래 기억하지도 못할 것입니다"라는 예측과는 달리, 이 연설은 미국 역사상 가장 많이 인용되는 연설이 되었다. 272단어로 3분 만에 링컨은 이 나라가 미국 헌법 비준 이후인 1789년이 아니라 1776년 미국 독립선언과 함께 탄생했다고 주장했다. 그는 전쟁을 모두를 위한 자유와 평등의 원칙에 헌신하는 노력으로 정의했다. 노예 해방은 이제 국가 전쟁 노력의 일부가 되었다. 그는 수많은 용감한 병사들의 죽음이 헛되지 않을 것이며, 그 손실의 결과로 노예제가 끝날 것이고, 세상의 민주주의의 미래가 보장될 것이며, "국민의, 국민에 의한, 국민을 위한 정부는 이 땅에서 사라지지 않을 것입니다"라고 선언했다. 링컨은 남북 전쟁이 국가에 새로운 자유의 탄생이라는 심오한 목표를 가지고 있다고 결론지었다.

### 서부 전선과 해상 봉쇄

동부 전선에서 몇 차례 패배에도 불구하고, 연방은 서부 전선에서 성공을 거두어 1863년 말까지 테네시와 미시시피강을 장악했다.

전쟁의 동부 전선과 비교하여, 링컨은 애팔래치아산맥 서쪽에서 일어난 작전에 대해 덜 직접적인 통제를 행사했다. 1861년 말, 링컨은 오하이오 방면군 사령관 돈 카를로스 뷰엘과 미주리 방면군 사령관으로서 프리몬트의 후임인 헨리 할렉에게 켄터키와 동부 테네시의 연방주의자들과의 지원을 조율하도록 명령했다. 율리시스 S. 그랜트 장군은 포트 헨리 전투에서 연방의 첫 중요한 승리를 거두고 도널슨 요새 전투에서 승리하며 전국적인 명성을 얻어 링컨의 주목을 빠르게 받았다. 1862년 3월 피 리지 전투의 결과로 남부 연합군은 전쟁 초기에 미주리에서 쫓겨났다. 1862년 4월, 데이비드 패러거트의 지휘 아래 미국 해군 병력이 중요한 항구 도시 뉴올리언스를 점령했다. 그랜트는 실로 전투에서 추가 승리를 거두고 빅스버그 전투에서도 승리하여 미시시피강에 대한 연방의 통제를 굳혔으며, 이는 전쟁의 전환점 중 하나로 간주된다. 1863년 10월, 링컨은 그랜트를 새로 창설된 미시시피 군사 사단의 사령관으로 임명하여 그에게 서부 전선의 지휘권을 부여했다. 그랜트와 후커, 조지 H. 토마스, 윌리엄 테쿰세 셔먼 장군은 11월 제3차 채터누가 전투에서 또 다른 연방의 큰 승리를 이끌어 남부 연합군을 테네시에서 몰아냈다. 채터누가 점령은 조지아를 공격에 취약하게 만들었고, 남부 연합을 분열시킬 대서양으로의 연방 진격 가능성을 높였다.
1861년 4월, 링컨은 모든 남부 항구에 대한 연방 봉쇄를 발표했다. 상업 선박은 보험을 들 수 없었고 정규 교통은 중단되었다. 남부는 봉쇄가 효과를 발휘하기 전인 1861년에 면화 수출을 금지하는 실책을 저질렀다. 그들이 실수를 깨달았을 때는 이미 늦었다. 남부는 면화의 10% 미만을 수출할 수 있었기 때문에 "면화왕"은 죽었다. 남부 연합 해군은 CSS 버지니아로 알려진 철갑함을 건조하여 잠시 연방 해군 우위에 도전했지만, 연방은 자체 함선인 USS 모니터를 건조하여 남부 연합 해군의 위협을 효과적으로 중화시켰다. 봉쇄는 모든 면화를 이동시키는 철도 종착역이 있는 10개 남부 연합 항구, 특히 뉴올리언스, 모빌, 찰스턴을 폐쇄했다. 1861년 6월까지 전함들이 주요 남부 항구 외부에 주둔했으며, 1년 후에는 거의 300척의 함선이 운용되었다. 서덤은 봉쇄가 전투에서 적은 인명 손실로 결국 남부 경제를 파괴한 강력한 무기였다고 주장한다. 실제로 남부 연합의 거의 모든 면화 생산량은 쓸모없게 되었으며(비록 연방 상인들에게 팔리기도 했지만), 이는 남부 연합의 주요 수입원을 잃게 했다. 중요한 수입품은 부족했고 해안 무역도 대부분 중단되었다. 봉쇄 성공의 척도는 빠져나간 몇 척의 배가 아니라 아예 시도하지 않은 수천 척의 배였다. 유럽 소유의 상선은 보험을 들 수 없었고 봉쇄를 피하기에는 너무 느렸다. 그들은 단순히 남부 연합 항구에 기항하는 것을 멈췄다.

### 그랜트의 지휘권 인수

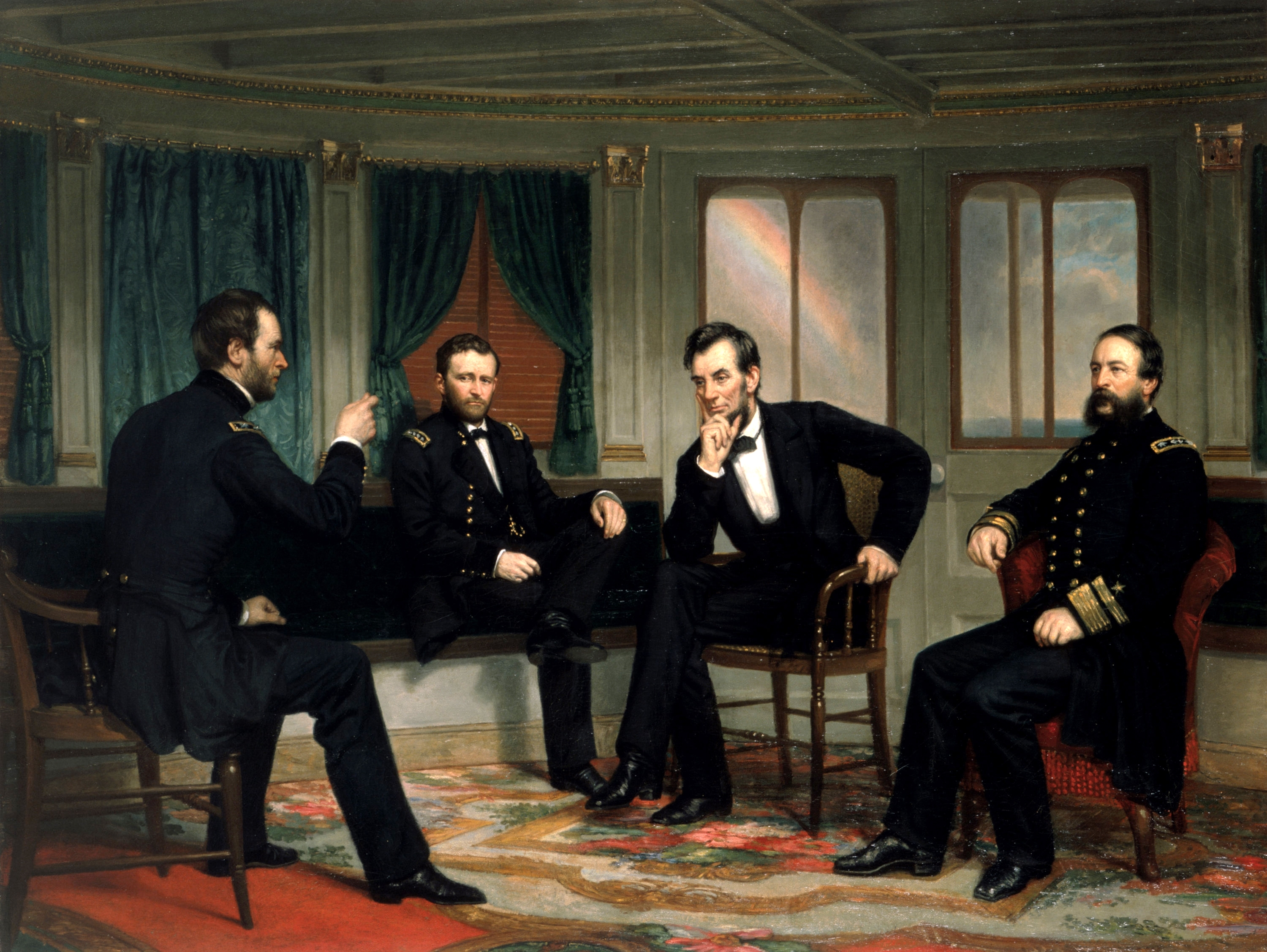
링컨 대통령(오른쪽 중앙)과 왼쪽부터 셔먼 장군, 그랜트 장군, 포터 제독 – 1865년 3월 리버 퀸에서 일어난 사건을 그린 1868년 그림

그랜트는 링컨이 개인적으로 알지 못했던 몇 안 되는 고위 장군 중 한 명이었고, 대통령은 전쟁의 서부 전선을 방문할 수 없었다. 그럼에도 불구하고 링컨은 그랜트의 전장에서의 활약을 높이 평가하게 되었다. 실로 전투 후 그랜트에 대한 비판에 대해 링컨은 "나는 이 남자를 아낄 수 없다. 그는 싸운다"고 말했다. 1864년 3월, 그랜트는 할렉의 후임으로 총사령관 직을 맡기 위해 워싱턴으로 소환되었고, 할렉은 참모총장 역할을 맡았다. 미드는 공식적으로 포토맥 군의 지휘관으로 남았지만, 그랜트가 포토맥 군과 동행하며 그 작전을 지휘할 것이었다. 링컨은 또한 의회의 동의를 얻어 그랜트에게 중장 계급을 복원했는데, 이 계급은 조지 워싱턴 이후로 어떤 미군 장교도 갖지 못했다. 그랜트는 미드에게 리의 군대를 파괴하도록 명령했고, 이제 서부 전선의 연방군 지휘관이 된 셔먼 장군에게 애틀랜타를 점령하도록 명령했다. 링컨은 남부 연합 도시 점령보다는 남부 연합군 파괴에 초점을 맞춘 그랜트의 새로운 전략을 강력히 승인했다.
총사령관으로 승진한 지 두 달 만에 그랜트는 피비린내 나는 오버랜드 전역에 착수했다. 이 전역은 황야 전투와 콜드 하버와 같은 전투에서 연방군의 막대한 손실을 감안할 때 종종 소모전으로 특징지어진다. 방어전의 이점을 가졌음에도 불구하고 남부 연합군도 비슷한 수준의 높은 사상자를 냈다. 높은 사상자 수는 북부의 많은 사람들을 경악하게 했지만, 막대한 손실에도 불구하고 링컨은 그랜트를 계속 지지했다.
그랜트의 전역이 계속되는 동안, 셔먼 장군은 채터누가에서 애틀랜타로 연방군을 이끌고 가면서 남부 연합의 조지프 E. 존스턴과 존 벨 후드 장군을 물리쳤다. 9월 2일 애틀랜타 전투에서의 셔먼의 승리는 연방군의 사기를 높여 1864년 내내 자리 잡았던 비관주의를 깨뜨렸다. 후드의 군대는 셔먼의 보급선을 위협하고 테네시를 침공하기 위해 애틀랜타 지역을 떠나 프랭클린-내슈빌 전역을 시작했다. 존 스코필드 장군은 프랭클린 전투에서 후드를 물리쳤고, 조지 H. 토마스 장군은 내슈빌 전투에서 후드에게 대규모 패배를 안겨주어 후드의 군대를 효과적으로 파괴했다. 링컨은 남부의 사기를 꺾고 싸움을 계속할 수 있는 경제적 능력을 약화시키기 위해 연방군이 플랜테이션, 철도, 다리와 같은 남부 연합의 기반 시설을 표적으로 삼는 것을 승인했다. 애틀랜타와 보급 기지를 떠나 셔먼의 군대는 미지의 목적지로 동쪽으로 진군하여 "바다로의 행진"에서 조지아 농장의 약 20%를 황폐화시켰다. 그는 1864년 12월 조지아의 서배너에서 대서양에 도달했다. 바다로의 행진 후, 셔먼은 사우스캐롤라이나와 노스캐롤라이나를 거쳐 북쪽으로 향하여 남쪽에서 리의 군대에 접근했다.
1864년 밸리 전역 동안, 남부 연합의 주발 얼리 장군은 포토맥강을 건너 메릴랜드로 진격했다. 7월 11일, 루 월리스 장군이 이끄는 연방군을 모노캐시 전투에서 물리친 지 이틀 후, 얼리는 워싱턴 방어선 외곽에 있는 포트 스티븐스를 공격했다. 링컨은 노출된 위치에서 전투를 지켜보았다. 한때 전투 중 올리버 웬들 홈스 주니어 대위가 그에게 "빌어먹을 바보야, 총 맞기 전에 엎드려!"라고 소리쳤다고 전해지지만, 이것은 일반적으로 출처가 불확실한 것으로 간주된다. 이후, 그랜트는 셰넌도어 연방군을 창설하고 셰리든을 지휘관으로 임명했다. 셰리든은 얼리를 빠르게 격퇴하고 셰넌도어 계곡의 남부 연합 유격대를 진압했다.

### 1864년 선거

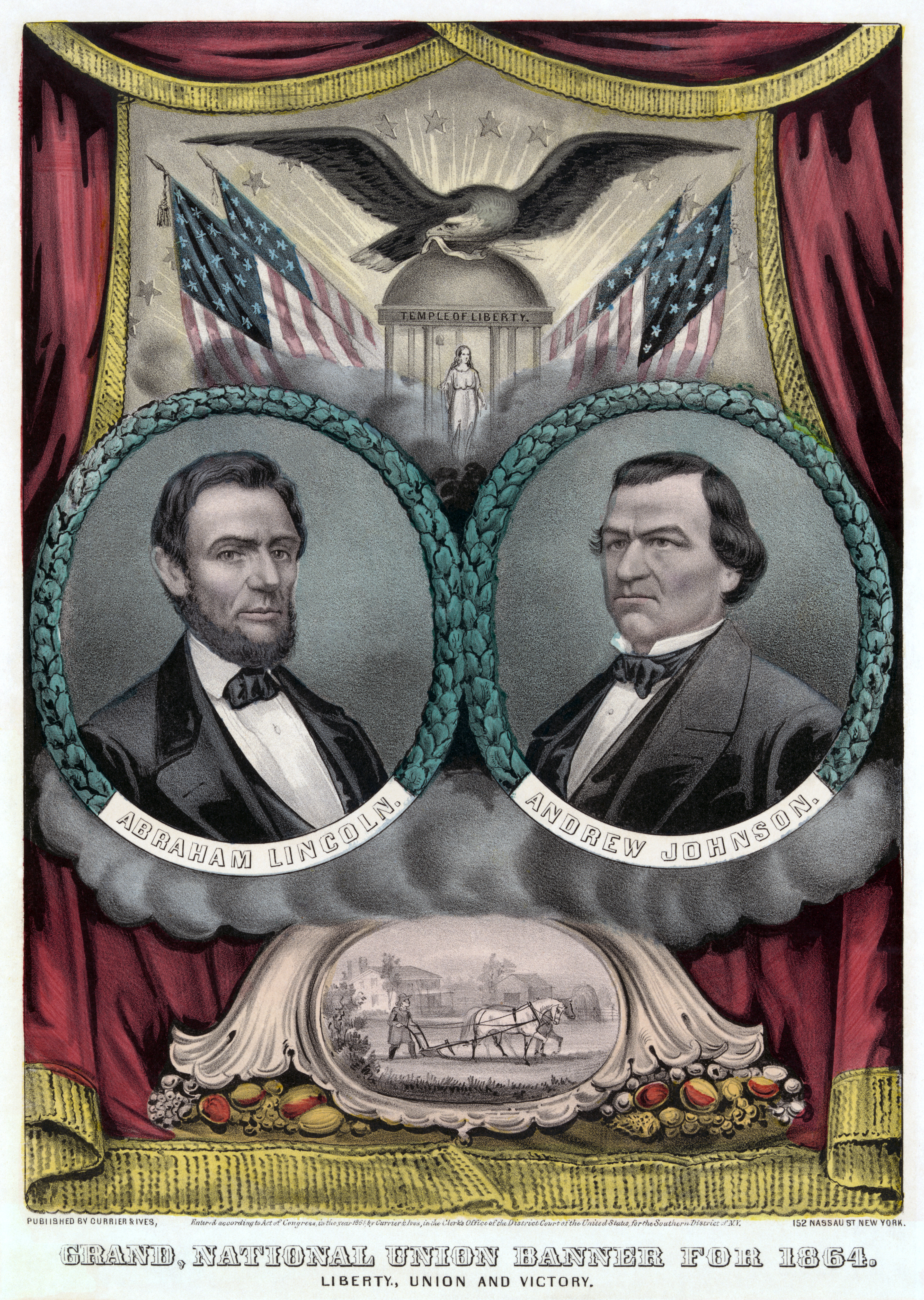
링컨과 존슨 선거 포스터

1862년과 1863년 중간선거에서 민주당이 승리하면서 링컨은 1865년 초 임기 만료 전에 전쟁을 끝내야 한다는 압력을 점점 더 많이 받았다. 양당의 연방주의자들을 결집시키기 위해 링컨은 공화당 지도자들에게 1864년 선거를 위해 새로운 명칭인 국민연합당을 채택하도록 촉구했다. 1863년 말까지 링컨은 많은 사람들의 존경을 받았지만, 그의 재지명은 보장되지 않았다. 앤드루 잭슨이 1832년에 재선된 이후로 아무도 두 번째 임기를 얻지 못했기 때문이었다. 체이스는 가장 유력한 당내 경쟁자로 떠올랐고, 새뮤얼 C. 포메로이 상원의원은 체이스의 지명을 위해 은밀한 캠페인을 벌였다. 체이스에 대한 많은 지지는 즉각적인 노예제 폐지를 추진하려 하지 않고 남부의 보수적인 연방주의자 지도자들과 협력하려는 링컨의 의지에 좌절한 폐지론자들로부터 나왔다. 포메로이가 체이스에 대한 지지를 결집시키려는 시도는 링컨의 재지명에 대한 지지 물결을 불러일으키며 역효과를 냈고, 체이스는 1864년 초에 대통령 지명 후보가 아님을 발표했다. 체이스가 출마하지 않기로 결정한 후, 반노예제 운동가들은 새로운 후보를 찾기 시작했다. 1864년 5월, 웬델 필립스가 이끄는 한 그룹이 존 C. 프리몬트를 대통령 후보로 지명했다. 윌리엄 로이드 개리슨, 프레더릭 더글러스, 찰스 섬너를 포함한 대부분의 폐지론자 지도자들과 급진 공화당원들은 프리몬트의 후보가 궁극적으로 폐지론 운동보다 민주당에 더 도움이 될 것이라고 믿어 프리몬트보다 링컨을 지지하기로 결정했다. 프리몬트 자신도 결국 이러한 견해를 지지했고, 1864년 9월에 링컨을 지지하며 경선에서 철수했다.
전쟁의 서부 전선에서 최근의 차질에도 불구하고, 6월 1864년 국민연합당 전당대회는 링컨을 대통령으로 지명했다. 햄린은 부통령으로 재지명되기를 바랐지만, 전당대회는 대신 테네시의 군사 주지사 앤드루 존슨을 지명했다. 링컨은 선호하는 러닝메이트에 대해 언급하기를 거부했고, 전당대회는 양당의 연방주의자들에게 당의 매력을 높이기 위해 남부 전쟁 민주당원인 존슨을 지명하기로 선택했다. 당 강령은 남부 연합의 무조건 항복을 요구했으며, 또한 개방 이민 정책, 대륙횡단철도 건설, 그리고 국가 통화 설립을 지지했다.
8월까지 전국적으로 공화당원들은 링컨이 패배할 것을 우려하며 극심한 불안감을 느끼고 있었다. 전망이 너무 암울하여 설로우 위드는 대통령에게 직접 그의 "재선은 불가능하다"고 말했다. 이를 인정하며 링컨은 만약 선거에서 패배할 경우, 백악관을 넘겨주기 전에 전면적인 군사 노력으로 남부 연합을 물리칠 것이라는 서약을 쓰고 서명했다.
오늘 아침, 지난 며칠과 마찬가지로 이 행정부가 재선되지 않을 가능성이 극히 높아 보입니다. 그렇다면 선거와 취임식 사이에 연방을 구하기 위해 당선자와 협력하는 것이 제 의무가 될 것입니다. 그는 그 후에 연방을 구할 수 없을 만큼의 기반 위에 자신의 당선을 확보했을 것이기 때문입니다.

1864년 선거인단 투표 결과

8월 말 연방 해군이 모빌만(Mobile Bay)을 점령하고 몇 주 후 셔먼 장군이 애틀랜타를 함락시키자 링컨의 재선 전망은 더욱 밝아졌다. 이러한 승리는 공화당원들의 패배주의적 불안감을 해소하고 연합-공화당 동맹에 활력을 불어넣었으며 행정부의 전쟁 전략에 대한 대중적 지지를 회복하는 데 도움이 되었다. 1864년 민주당 전당대회는 8월 말에 열렸고, 조지 매클렐런 장군을 대통령 후보로 지명했다. 분열된 민주당은 남부 연합과의 평화를 요구하는 강령을 채택했지만, 매클렐런 자신은 전쟁을 계속하는 것을 선호했다. 매클렐런은 지명을 수락하는 것에 대해 고뇌했지만, 애틀랜타에서의 연방 승리 후 공개 서한으로 지명을 수락했다.

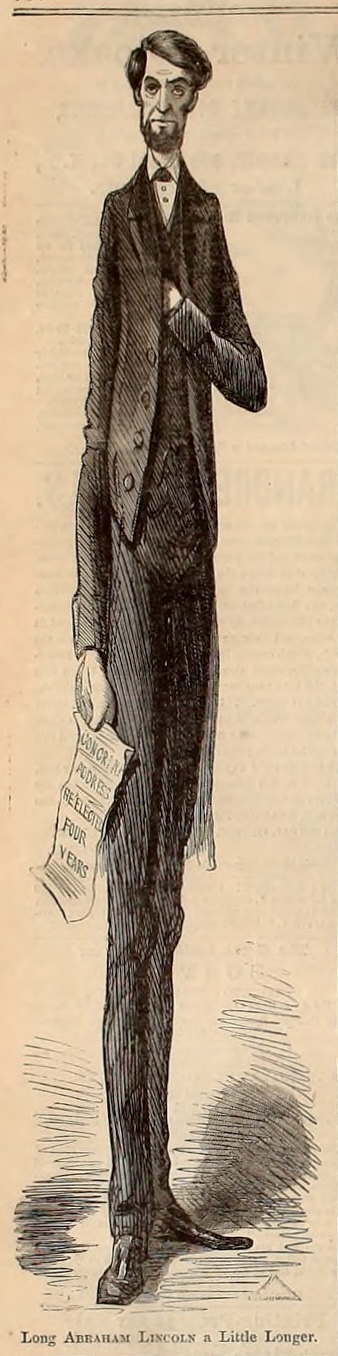
1864년 재선 후 링컨의 프랭크 벨레우 캐리커처

남부 연합 지도자들은 매클렐런의 승리가 평화 협상의 시작으로 이어져 잠재적으로 독립적인 남부 연합을 유지할 수 있기를 희망했다. 공화당은 민주당 강령에 반대하는 지지를 결집시키며 이를 "무장 반군에 대한 위대한 항복"이라고 불렀다. 링컨은 큰 승리를 거두어 일반 투표의 55%와 233개의 선거인단 투표 중 212개를 차지했다. 링컨의 득표율은 앤드루 잭슨의 1832년 재선 이후 어떤 대통령 후보도 얻지 못했던 가장 큰 비율이었다. 공화당의 승리는 다른 선거로 이어져 양원에서 지배적인 다수를 얻었고 공화당은 거의 모든 주지사 선거에서 승리했다.

### 남부 연합의 항복
오버랜드 전역 이후, 그랜트의 군대는 피터스버그 마을에 도달하여 1864년 6월 피터스버그 포위전을 시작했다. 남부 연합은 보강 병력이 부족했고, 따라서 리의 군대는 값비싼 전투마다 줄어들었다. 링컨과 공화당은 북부 전역에서 징병에 대한 지지를 동원하고 연방군의 손실을 보충했다. 그랜트가 계속해서 리의 병력을 소모시키자, 평화 논의 노력이 시작되었다. 링컨이 1864년 11월 재선에 성공한 후, 링컨과 제퍼슨 데이비스의 개인적인 친구인 프랜시스 프레스턴 블레어는 링컨이 리치먼드로 외교 방문을 하도록 격려했지만 성공하지 못했다. 블레어는 링컨에게 양측이 갈등을 멈추고 먼로주의를 기반으로 재결합하여 멕시코에 프랑스가 세운 막시밀리아노 1세 황제를 공격함으로써 전쟁을 종결할 수 있다고 주장했다. 해방이라는 자신의 목표를 위협할 수 있는 평화 노력에 대해 경계심을 가졌지만, 링컨은 결국 남부 연합 대표들과 만나기로 동의했다. 1865년 2월 3일, 링컨과 수어드는 햄프턴 로즈에서 세 명의 남부 연합 정부 대표(부통령 알렉산더 H. 스티븐스, 상원의원 로버트 M. T. 헌터, 전쟁부 차관보 존 A. 캠벨)와 회담을 열어 전쟁 종결 조건을 논의했다. 링컨의 입장은 확고했다. 남부 연합이 군대를 해산하고 연방으로 재편입해야 하며, 이는 노예제에 대한 연방의 결정을 받아들이는 것을 포함한다. 그러나 남부 연합은 결코 그러한 조건을 받아들일 의사가 없었고, 회담은 아무런 결과를 내지 못했다.
그랜트는 수개월간의 참호전을 통해 남부 연합군을 소모시켰다. 도시의 중요한 위치 때문에 피터스버그가 함락되면 리치먼드도 함락될 가능성이 높았지만, 그랜트는 리가 남쪽으로 이동하여 다른 남부 연합군과 합류할 것을 우려했다. 1865년 3월, 피터스버그 함락이 임박해 보이자 리는 포트 스티드먼 전투에서 연방군 방어선을 돌파하려 했지만, 남부 연합군의 공격은 격퇴되었다. 4월 2일, 그랜트는 제3차 피터스버그 전투로 알려진 공격을 시작했고, 이는 리의 피터스버그와 리치먼드 퇴각으로 끝났다. 이어진 애포매톡스 전역에서 리는 노스캐롤라이나에 위치한 조지프 E. 존스턴 장군과 합류하려 했고, 그랜트는 리의 군대를 항복시키려 했다. 4월 5일, 링컨은 패배한 남부 연합의 수도를 방문했다. 그가 도시를 걸을 때 백인 남부인들은 굳은 표정이었지만, 해방노예들은 그를 영웅으로 환영했고, 한 숭배자는 "저는 자유롭다는 것을 압니다. 왜냐하면 저는 에이브러햄 아버지의 얼굴을 보았고 그분을 느꼈기 때문입니다"라고 말했다. 4월 9일, 리는 애포매톡스에서 그랜트에게 항복했고, 전쟁은 사실상 끝났다. 리의 항복 이후 다른 반군들도 곧 항복했고, 우려했던 게릴라전은 없었다.

## 노예제와 재건

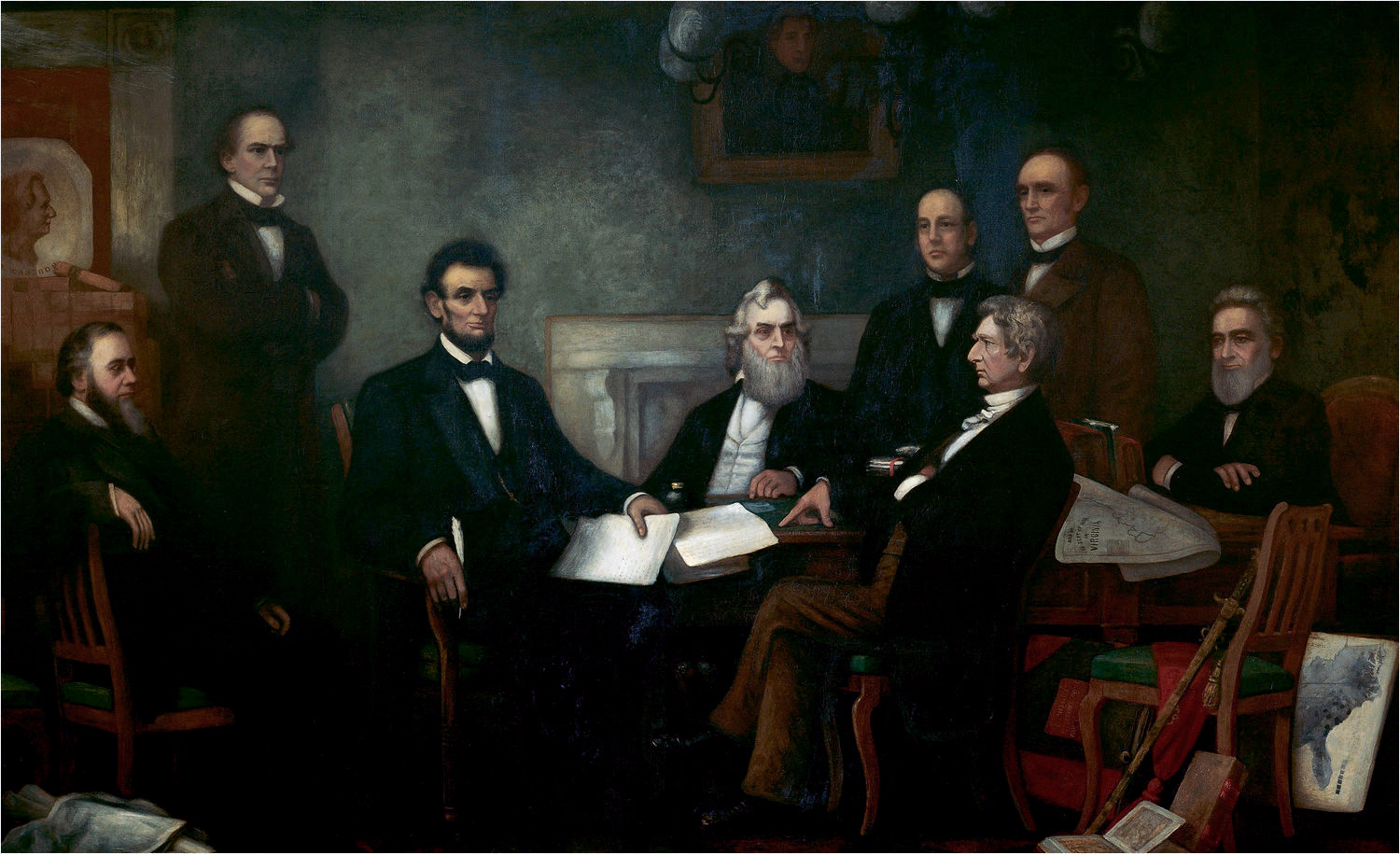
링컨은 1862년 7월 22일 노예 해방 선언 초안의 첫 낭독을 위해 내각과 만났다. 왼쪽부터: 에드윈 M. 스탠턴, 새먼 P. 체이스, 에이브러햄 링컨, 기디언 웰스, 케일럽 블러드 스미스, 윌리엄 H. 수어드, 몽고메리 블레어, 에드워드 베이츠.

### 노예제에 대한 초기 조치
대통령 재임 초기 1년 반 동안 링컨은 북부가 전쟁을 연방 보존을 위해 싸우는 것이지 노예제 종식을 위해 싸우는 것이 아님을 분명히 했다. 노예 폐지를 전쟁 목표로 공개적으로 선언하기를 꺼렸지만, 링컨은 궁극적인 노예 폐지를 위한 다양한 계획을 고려했고, 1872년까지 모든 델라웨어 노예를 해방시키는 제안을 포함한 유상 노예 해방 아이디어를 탐구했다. 그는 또한 프레더릭 더글러스와 다른 흑인 지도자들을 만나 중앙아메리카에 식민지 개척 프로젝트 가능성을 논의했다. 폐지론자들은 링컨이 노예제에 대한 불간섭이라는 초기 입장에서 해방으로 나아가는 데 느리다고 비판했다. 1862년 8월 반노예제 언론인 호러스 그릴리에게 보낸 편지에서 링컨은 다음과 같이 설명했다.
나는 연방을 구할 것이다. 나는 헌법 하에서 가장 짧은 길로 구할 것이다. 국가 권위가 더 빨리 회복될수록, 연방은 "옛날 그대로의 연방"에 더 가까워질 것이다.... 이 투쟁에서 나의 최우선 목표는 연방을 구하는 것이며, 노예제를 구하거나 파괴하는 것이 아니다. 만약 어떤 노예도 해방시키지 않고 연방을 구할 수 있다면 그렇게 할 것이고, 모든 노예를 해방시켜 연방을 구할 수 있다면 그렇게 할 것이며, 일부를 해방시키고 나머지는 그대로 두어도 연방을 구할 수 있다면 그렇게 할 것이다.
남북 전쟁이 계속되면서 노예 해방은 지도층의 경제적 기반을 파괴하여 반란을 약화시키는 중요한 전시 조치가 되었다. 1861년 8월, 링컨은 1861년 몰수법에 서명했는데, 이는 남부 연합의 전쟁 노력에 참여하거나 도운 모든 사람의 노예를 몰수하기 위한 법원 절차를 승인하는 법안이었다. 그러나 이 법안은 노예가 자유로워지는지 여부를 명시하지 않았다. 1862년 4월, 링컨은 워싱턴 D.C.에서 노예 제도를 폐지하는 법안에 서명했고, 6월에는 모든 연방 영토에서 노예 제도를 폐지하는 법안에 서명했다. 다음 달, 링컨은 1862년 몰수법에 서명했는데, 이 법안은 연방군 진영 뒤로 피난 온 모든 남부 연합 노예를 해방한다고 선언했다.

### 노예 해방 선언
1861년과 1862년 연방의 승리는 경계주들을 확보했고, 이는 링컨이 보다 공격적인 반노예 정책을 추진할 수 있는 여지를 주었다. 또한, 헨리 워드 비처와 같은 종교 지도자들과 호러스 그릴리와 같은 언론인들의 영향으로 전쟁 중 많은 북부인들이 노예 폐지를 지지하게 되었다. 링컨이 제2차 몰수법에 서명한 같은 달, 그는 또한 노예 해방을 전쟁 목표로 추구하기로 개인적으로 결정했다. 전쟁 전 링컨은 연방 정부가 노예제가 존재하는 주에서 노예제를 간섭할 권한이 없다는 합의를 받아들였지만, 이제 그는 미국 헌법 제2조 제2항에 따른 "육군 및 해군 총사령관"으로서의 자신의 권한 아래, "해당 반란을 진압하기 위한 적절하고 필요한 전쟁 조치로서" 반란 중인 주들의 노예들을 해방시킬 수 있다고 믿었다. 1862년 7월 22일, 링컨은 연합국 내 모든 노예의 해방을 요구하는 선언문의 초안을 내각에 낭독했다. 연방이 전쟁 초기에 여러 차례 패배를 겪었기 때문에, 수어드는 링컨에게 절박한 조치처럼 보이지 않도록 중요한 연방 승리 후에 이 해방 계획을 발표하도록 설득했다. 링컨은 앤티텀 전투에서 연방이 승리한 후 두 달을 기다렸다.
링컨은 앤티텀 전투 5일 후인 1862년 9월 22일 예비 노예 해방 선언을 발표했다. 이 선언은 1863년 1월 1일 반란 상태인 모든 주에서 노예들이 자유롭게 될 것이라고 규정했다. 링컨은 약속을 지켰고, 1863년 1월 1일 최종 노예 해방 선언을 발표하여 여전히 반란 중인 10개 주에서 노예들을 자유롭다고 선언했다. 이 선언은 연방에 남아 있던 노예 보유 경계주의 거의 50만 명의 노예들에게는 적용되지 않았으며, 또한 대부분 연방군 통제 하에 있던 테네시나 웨스트버지니아에도 적용되지 않았다. 뉴올리언스와 13개의 지정된 루이지애나주 교구도 선언 당시 대부분 연방 통제 하에 있었기 때문에 특별히 면제되었다. 이러한 면제와 선언의 지연된 효과에도 불구하고, 노예 해방 선언은 전쟁의 두 번째 목표를 추가하여 그 목표를 연방 복원뿐만 아니라 노예제 종식으로 만들었다. 이 선언은 대부분의 공화당원들에게 환영받았지만, 많은 민주당원들은 강력히 반대했고, 후자 당은 1862년 중간선거에서 여러 승리를 거두었다.

### 재건
남부 주들이 진압되면서 이 주들의 리더십과 정책에 대한 중요한 결정이 내려져야 했다. 전쟁 초기에 점령된 다른 연합국 주들보다 더 많은 노예 인구를 가졌던 루이지애나는 링컨과 군정 주지사 벤저민 프랭클린 버틀러 하의 재건에 대한 논의의 중심이 되었다. 버틀러와 그의 후임인 나다니엘 P. 뱅크스는 해방된 흑인들이 백인 소유 농장에서 노동자로 일하는 노동 시스템을 구현했다. 이 모델은 흑인들에게 임금을 지급했지만 농장 농업의 지속을 의미하기도 했으며, 점령된 남부의 대부분 지역에서 채택되었다. 뱅크스는 또한 노예제를 금지하지만 해방된 흑인들에게 투표권을 보장하지 않는 새로운 주 헌법의 비준을 주재했다.
1862년 이후, 리버디 존슨과 같은 민주당원들은 노예 해방 선언의 철회와 연합국 인사들에 대한 사면을 추구했다. 이와 대조적으로, 찰스 섬너와 같은 급진 공화당원들은 반란 남부인들이 연방에서 탈퇴하려 시도함으로써 모든 권리를 잃었다고 주장했다. 링컨은 그의 10% 계획에서 중간 지점을 찾으려 했으며, 연합국 노예 해방과 주 유권자의 10%가 미국에 충성 서약을 하고 노예 해방을 존중하겠다고 맹세하면 남부 주들을 재통합할 것을 요구했다. 급진 공화당원들은 웨이드-데이비스 법안으로 맞섰는데, 이 법안은 해방된 아프리카계 미국인의 권리 보호를 포함하고, 유권자의 50%가 미국에 대한 반란을 지지한 적이 없으며 앞으로도 지지하지 않을 것이라는 "철갑 서약"을 맹세하도록 요구했다. 웨이드-데이비스 법안이 링컨의 루이지애나와 아칸소 재입국 계획을 방해했기 때문에, 링컨은 1864년 말 이 법안을 보류거부했다.

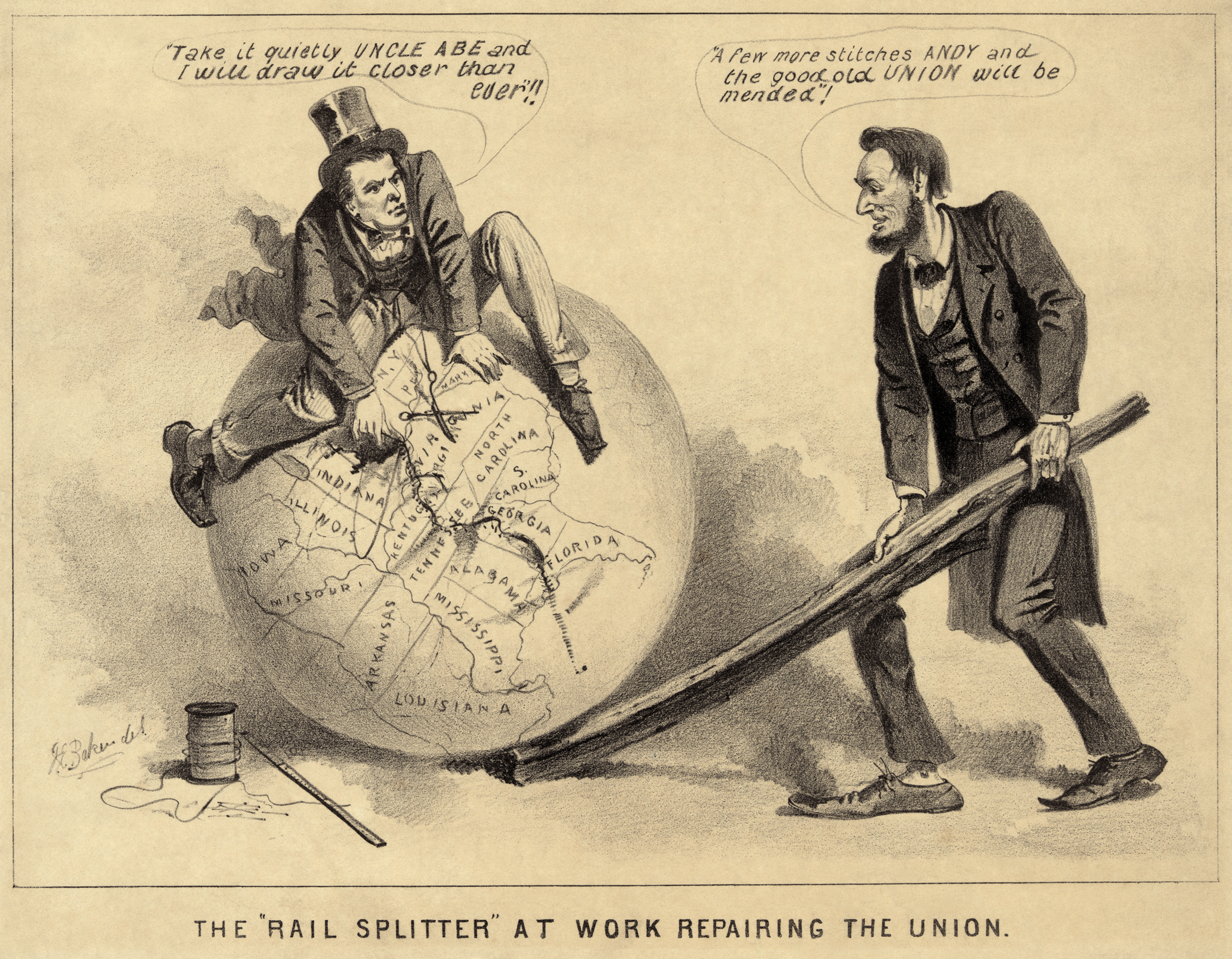
부통령 앤드루 존슨(전직 재단사)과 링컨의 1865년 정치 만화, 제목은 '철도 분할자'가 연방을 수리하는 모습이다. 캡션에는 (존슨): "조용히 해요, 에이브 삼촌, 제가 예전보다 더 가깝게 꿰매줄게요." (링컨): "앤디, 몇 바늘만 더 뜨면 오래된 좋은 연방이 고쳐질 거야."

대부분의 다른 문제에서 협력했음에도 불구하고, 링컨과 의회 공화당원들은 1864년 선거 이후 재건 정책에 대해 계속 충돌했다. 의회 내 많은 사람들은 노예제 폐지를 넘어선 남부 사회에 대한 광범위한 개혁을 추구했으며, 링컨의 재건된 남부 정부를 인정하기를 거부했다. 의회 내의 의견 불일치로 인해 재건 법안의 통과나 아칸소와 루이지애나 정부의 인정이 불가능했다. 전쟁이 끝나갈 무렵, 링컨은 급진 공화당의 일부 제안에 개방적인 태도를 보였고, 해방노예국을 설립하는 법안에 서명했다. 임시 기관으로 설립된 해방노예국은 남부의 자유 흑인들에게 식량 및 기타 물품을 제공하도록 고안되었으며, 몰수된 토지를 전 노예들에게 부여할 권한도 있었다. 링컨은 흑인 참정권에 대해 확정적인 입장을 취하지 않았으며, "매우 지적인 흑인"과 군에 복무한 사람들에게는 투표권이 부여되어야 한다고만 진술했다.
역사가 에릭 포너는 링컨이 두 번째 임기를 마쳤다면 재건에 대해 무엇을 했을지는 아무도 모른다고 언급하지만, 그는 다음과 같이 덧붙인다.
섬너나 다른 급진주의자들과 달리 링컨은 재건을 해방을 넘어선 광범위한 정치적, 사회적 혁명의 기회로 보지 않았다. 그는 토지 몰수와 재분배에 대한 자신의 반대를 오랫동안 분명히 했다. 그는 1865년 4월 대부분의 공화당원들이 그랬듯이 투표 요건은 주에서 결정되어야 한다고 믿었다. 그는 남부의 정치적 통제권이 백인 연방주의자들, 마지못한 분리주의자들, 그리고 미래 지향적인 전 연합국 인사들에게 넘어갈 것이라고 가정했다. 그러나 전쟁 중 여러 차례 링컨은 초기 반대에도 불구하고 폐지론자들과 급진 공화당원들이 처음 제시한 입장을 받아들였다.... 링컨은 의심할 여지 없이 전 노예들에 대한 추가 보호를 요구하는 외침에 귀 기울였을 것이다.... 링컨과 의회가 기본 시민권에 대한 연방 보호와 링컨이 죽기 직전에 제안한 제한된 흑인 참정권을 포함하는 재건 정책에 합의했을 가능성은 충분히 높다.

### 미국 수정 헌법 제13조
1863년 12월, 노예제를 불법화하는 헌법 수정안이 의회에 제출되었다. 상원은 필요한 3분의 2 다수로 수정안에 찬성표를 던졌지만, 하원에서는 충분한 지지를 얻지 못했다. 링컨은 1864년 국민통합당 후보 지명을 수락하면서, 미국에서 노예제를 폐지하는 헌법 수정안을 비준하려고 노력할 것이라고 당에 말했다. 재선에 성공한 후, 링컨은 수정 헌법 제13조(이후 그렇게 불리게 될 것임)의 비준을 최우선 과제로 삼았다. 의회 양원의 대규모 공화당 다수 의석의 도움으로 링컨은 미국에서 노예 제도를 영구히 종식시킬 수 있다고 믿었다. 의회 입법 과정에 개입하는 것을 대체로 피했음에도 불구하고, 링컨은 비준 투쟁에 전념했다. 제39차 미국 의회가 3월에 소집되기를 기다리는 대신, 링컨은 제38차 미국 의회의 임기 만료를 앞둔 회기에서 수정 헌법 제13조를 가능한 한 빨리 비준하도록 압박했다. 링컨과 수어드의 광범위한 로비 활동 끝에 하원은 119대 56으로 3분의 2 문턱을 간신히 넘었다. 수정 헌법 제13조는 비준을 위해 주들로 보내졌고, 수어드 국무장관은 1865년 12월 18일 그 채택을 선포했다. 수정 헌법 제13조의 비준으로 일부 폐지론자 지도자들은 자신들의 일이 완료되었다고 보았지만, 프레더릭 더글러스는 "흑인이 투표권을 가지기 전까지는 노예제가 폐지된 것이 아니다"라고 믿었다.

## 기타 국내 문제

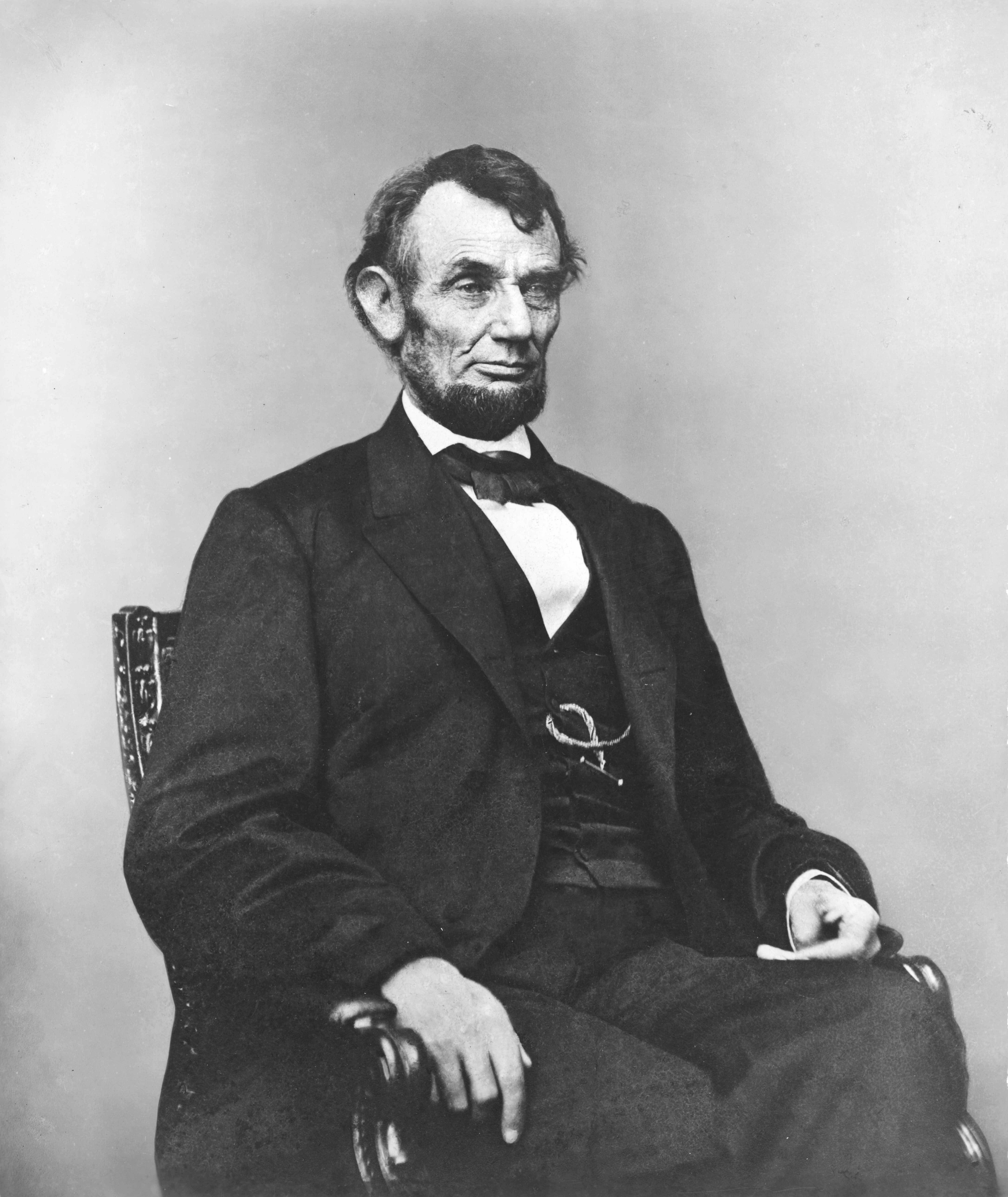
링컨은 보통 수염을 기른 모습으로 묘사되지만, 11세 소녀 그레이스 베델의 제안으로 1860년에 처음 수염을 길렀다(링컨은 전쟁에 반대하는 상징으로 콧수염은 기르지 않았다).

남북 전쟁 이전 수십 년 동안 남부 의원들은 내부 개선을 위한 연방 자금 지원, 고등 교육 지원, 국내 제조업을 외국 경쟁으로부터 보호하기 위한 관세율 인상 등 다양한 경제 제안의 통과를 막았다. 여러 남부 주가 분리 독립하면서 공화당은 의회 양원을 장악했고 당의 경제 의제를 자유롭게 시행할 수 있었다. 링컨은 헌법에 따른 삼권분립에 대한 휘그당의 이해를 고수했으며, 이는 의회가 법률 제정에 대한 주요 책임을 지고 행정부는 이를 집행하도록 했다. 링컨과 새먼 P. 체이스 재무장관은 일부 법안의 초안 작성 및 통과에 기여했지만, 군사 문제를 제외한 국내 정책 수립에서는 의회 지도자들이 지배적인 역할을 했다. 재임 기간 동안 링컨은 의회에서 통과된 법안 중 4개만을 거부했으며, 유일하게 중요한 법안은 웨이드-데이비스 법안이었다.
1861년부터 1863년까지 회의를 가진 제37차 미국 의회는 428개의 공공 법안을 통과시켰는데, 이는 이전까지 가장 많은 공공 법안을 통과시켰던 제27차 미국 의회의 두 배가 넘는 수치였다. 1863년부터 1865년까지 회의를 가진 제38차 의회는 411개의 공공 법안을 통과시켰다. 이 법안들 중 많은 부분이 전쟁 자금 마련을 위해 고안되었는데, 남북 전쟁 첫 해에 연방 지출이 7배 증가했기 때문이다.

### 재정 및 통화 정책
섬터 요새 전투 이후 링컨과 재무장관 새먼 P. 체이스는 전쟁 자금 조달이라는 난제에 직면했다. 의회는 50만 명의 병력을 모으라는 링컨의 요청을 신속히 승인했지만, 초기에는 전쟁 비용을 충당하기 위한 세금 인상을 반대했다. 제1차 불런 전투에서 북군이 패배한 후, 의회는 미국 역사상 최초의 연방 소득세를 부과하는 1861년 세입법을 통과시켰다. 이 법은 소득 800달러(현재 가치로 $23,000$) 이상에 대해 3%의 단일 세율을 부과했다. 이러한 소득세 부과는 과거 연방 정부가 과세했던 재산보다는 주식과 채권에 더 많은 부가 집중되고 있음을 반영했다. 도시 노동자의 평균 연봉이 약 600달러였기 때문에, 소득세 부담은 주로 부자들에게 돌아갔다.
링컨은 또한 모릴 관세의 두 번째와 세 번째 법안에 서명했는데, 첫 번째 법안은 뷰캐넌 임기 마지막 달에 법이 되었다. 이 관세법은 이전 관세율에 비해 수입 관세를 상당히 인상했으며, 이는 수입을 늘리고 국내 제조업을 외국 경쟁으로부터 보호하기 위해 고안되었다. 전쟁 중에는 관세가 제조업자들이 새로운 세금 부담을 상쇄하는 데도 도움이 되었다. 전쟁 전 수준과 비교할 때, 관세는 19세기 나머지 기간 동안 상대적으로 높게 유지되었다. 전쟁 내내 의회 의원들은 주로 서부의 농촌 지역에 가장 큰 영향을 미치는 관세율 인상을 통해 추가 수입을 올릴 것인지, 아니면 북동부의 부유한 개인들에게 가장 큰 영향을 미치는 소득세 인상을 통해 추가 수입을 올릴 것인지에 대해 논쟁했다.
1861년의 세입 조치는 전쟁 자금 조달에 부적절하다는 것이 입증되어 의회가 수입 창출을 위한 추가 법안을 통과시켜야 했다. 1862년 2월, 의회는 1억 5천만 달러의 "그린백" 주조를 승인하는 법정 통화법을 통과시켰다. 그린백은 미국 독립 혁명 이후 미국 연방 정부가 발행한 최초의 지폐였다. 그린백은 금이나 은으로 뒷받침되지 않고, 미국 정부가 그 가치를 존중하겠다는 약속으로 뒷받침되었다. 전쟁이 끝날 무렵 4억 5천만 달러 상당의 그린백이 유통되었다. 의회는 또한 거의 모든 상품에 영향을 미치는 소비세를 설정한 1862년 세입법과 최초의 국가 상속세를 통과시켰다. 1862년 세입법은 또한 연방 소득세에 누진세 구조를 추가하여 1만 달러 이상의 소득에 5%의 세금을 부과했다. 이러한 세금을 징수하기 위해 의회는 재무부 내에 국세청장 사무실을 설립했다.
이러한 새로운 조치에도 불구하고, 전쟁 자금 조달은 체이스와 링컨 행정부에게 어려운 싸움으로 남아 있었다. 정부는 계속해서 그린백을 발행하고 막대한 돈을 빌렸으며, 미국의 국가 부채는 1860년 6천5백만 달러에서 1866년 20억 달러로 증가했다. 의회는 더 누진적인 세금 구조를 선호하는 사람들과 단일세를 선호하는 사람들 사이의 타협을 나타내는 1864년 세입법을 통과시켰다. 이 법은 600달러 이상의 소득에 대해 5%의 세금, 1만 달러 이상의 소득에 대해 10%의 세금, 그리고 기업에 대한 세금 인상을 설정했다. 1865년 초, 의회는 5천 달러 이상의 소득에 대해 10%의 세금을 부과하는 또 다른 세금 인상을 통과시켰다. 전쟁이 끝날 무렵, 소득세는 연방 정부 수입의 약 5분의 1을 차지했다. 연방 상속세는 1870년 폐지될 때까지 효력을 유지했고, 연방 소득세는 1872년에 폐지되었다.
링컨은 또한 1863년 허위 청구법(False Claims Act)을 제정하여 남북 전쟁 중 만연한 사기에 대처했다. "링컨 법"으로도 알려진 이 법은 민간인이 미국 정부를 대신하여 퀴탐(qui tam) 소송을 제기할 수 있게 했고, 또한 계약자가 북군에 결함 있는 물품을 공급하는 것으로부터 미국 정부를 보호했다. 이 기간 동안, 허위 청구를 제출한 사람은 정부의 손해액의 두 배에 허위 청구당 2,000달러를 더하여 지불해야 했다. 허위 청구법은 1986년에 의회가 법을 강화하면서 여러 차례 개정되었으며, 현재도 계약자들이 정부를 사취하는 것을 막는 성공적인 내부고발자법의 모델로 남아 있다.
체이스는 통화 안정을 바라며 1863년 2월에 국립은행법과 1864년에 두 번째 은행법을 통과시키도록 의회를 설득했다. 이 법들은 연방이 아닌 주 규제에 종속되는 "국립은행"을 감독하기 위해 통화감독관실을 설립했다. 이 국립은행들은 자본의 3분의 1을 연방 채권에 투자하는 대가로 연방 지폐를 발행할 권한을 부여받았다. 1865년 3월 의회가 사설 지폐에 세금을 부과한 후, 연방 지폐는 미국에서 지폐의 지배적인 형태가 되었다.

### 개혁
제37차와 제38차 의회에서 통과된 법안 중 상당수는 전쟁 자금 조달을 위해 고안되었지만, 다른 법안들은 수입과 관련 없는 분야에서 장기적인 개혁을 시행했다. 의회는 1862년 5월 홈스테드 법을 통과시켜 서부의 수백만 에이커의 정부 소유 토지를 매우 저렴한 비용으로 구매할 수 있도록 했다. 이 법에 따라 정착민들은 5년 동안 토지를 개발하면 160에이커의 공공 토지를 부여받았다. 1862년에 제정된 모릴 토지 허여 법안은 각 주에 농업 대학을 위한 정부 보조금을 제공했다. 이 법은 각 의원에게 30,000에이커의 공공 토지를 판매할 수 있는 권한을 부여했으며, 수익금은 랜드그랜트 대학 설립 자금으로 사용되었다. 또 다른 1862년 법은 미국 농업을 돕기 위해 미국 농무부를 창설했다. 1862년과 1864년의 퍼시픽 철도 법안은 1869년에 완공된 미국 최초의 대륙횡단철도 건설에 대한 연방 지원을 허가했다.
1864년 6월, 링컨은 의회에서 통과된 요세미티 그랜트(Yosemite Grant)를 승인했는데, 이는 현재 요세미티 국립공원으로 알려진 지역에 전례 없는 연방 보호를 제공하는 것이었다. 링컨은 또한 미국 추수감사절 휴일 제정에도 크게 기여했다. 1863년, 링컨은 그해 11월 마지막 목요일을 추수감사절로 선포했다. 링컨의 대통령 재임 이전에는 추수감사절이 17세기부터 뉴잉글랜드의 지역 휴일이었지만, 연방 정부에 의해 선포된 것은 간헐적이고 불규칙한 날짜에 불과했다.

### 국내에서의 반대와 남부 연합 지지자들
섬터 요새 공격 이후, 링컨은 인신보호 영장을 정지시키고 남부 연합 지지자로 의심되는 사람들을 투옥하기 시작했다. 1861년, 수어드는 국무부에 국내 안보 감시를 위한 특별 사무소를 설치했고, 연방 정부와 지역 경찰은 남부 연합을 적극적으로 지지하는 것으로 의심되는 사람들을 진압하기 위해 협력했다. 투옥된 사람들 중에는 워싱턴으로 연결되는 전신선을 끊었던 메릴랜드 민병대 장교 존 메리먼도 있었다. 그 이후의 사건인 Ex parte Merryman에서, 대법원장 태니는 의회만이 인신보호 영장을 정지할 권리가 있다고 주장했다. 1861년 7월 의회에 전달된 메시지에서 링컨은 남부 연합이 제기하는 위협을 고려할 때 자신의 행동이 합헌적이고 필요했다고 주장하며 이에 응답했다. 의회는 나중에 1863년 인신보호 영장 정지법을 통과시켰는데, 이는 대통령에게 인신보호 영장을 정지할 의회 권한을 부여하고 행정부가 수감자를 무기한 구금하는 능력에 제한을 두었다.
전쟁이 계속되면서 북부의 많은 사람들이 전쟁이 요구하는 희생에 저항하게 되었고, 모병은 감소했다. 주 및 지역의 노력이 전쟁에 필요한 병력을 제공하지 못하자, 의회는 1863년 3월 징병법 통과를 통해 징병제를 도입했다. 징병법에는 다양한 면제 조항이 포함되었고 잠재적인 징집 대상자가 대리인을 고용할 수 있도록 허용했지만, 그럼에도 불구하고 많은 지역사회와 많은 주 및 지역 지도자들 사이에서 인기가 없었다. 징병에 대한 반대는 아일랜드계 미국인, 도시 노동자, 그리고 대리인을 고용할 여유가 없는 사람들 사이에서 특히 강했다. 1863년 7월의 뉴욕 징병거부 폭동에서는 폭도들이 군인, 경찰관, 아프리카계 미국인을 공격했으며, 링컨이 게티즈버그 전역에서 병력을 돌린 후에야 진압되었다. 도시에 계엄령을 선포하라는 요구를 거부한 링컨은 존 애덤스 딕스를 뉴욕 시 감독관으로 임명했고, 딕스는 시가 폭동에 가담한 사람들에 대해 민간 재판을 열도록 허용했다.
오하이오 출신의 코퍼헤드 민주당원인 클레멘트 발랜디엄은 전쟁에 대한 가장 저명한 비판가 중 한 명으로 부상했다. 앰브로즈 번사이드 장군은 1863년 5월 발랜디엄이 징병 및 기타 전시 정책을 강력히 비판한 후 그를 체포했다. 군사위원회는 이후 발랜디엄에게 전쟁이 끝날 때까지 투옥형을 선고했지만, 링컨은 개입하여 발랜디엄을 남부 연합 영토로 석방시켰다. 그럼에도 불구하고 오하이오 민주당원들은 1863년 6월 발랜디엄을 주지사 후보로 지명했다. 1863년 선거에서 발랜디엄의 패배와 1863년 다른 지역에서의 민주당 선거 패배는 전쟁에 대한 대중의 지지를 의미했기 때문에 링컨과 공화당에게 큰 승리였다.

### 아메리카 원주민
프런티어의 미국 원주민과의 분쟁은 미국 정착민들이 서쪽으로 계속 나아감에 따라 남북 전쟁 중에도 계속되었다. 1862년 링컨은 미네소타에서 발생한 "수족 봉기"를 진압하기 위해 포프 장군을 보냈다. 무고한 농민을 살해한 혐의로 유죄 판결을 받은 산티 다코타족에 대한 303건의 사형 영장을 받고, 링컨은 이 영장들을 일일이 개인적으로 검토하여 최종적으로 39건의 사형을 승인했다(한 건은 나중에 집행 유예되었다). 링컨은 마지막 두 번의 연례 의회 메시지에서 인디언 사무국과 연방 인디언 정책의 개혁을 촉구했다. 그러나 연방 보존 전쟁이 링컨의 주요 관심사였기 때문에, 그는 남은 재임 기간 동안 시스템이 변함없이 기능하도록 내버려 두었다.
1864년 5월 16일, 워싱턴에서 링컨 대통령을 만난 지 15개월도 채 되지 않아, 린 베어, 블랙 케틀, 그리고 다른 부족원들이 애시 크릭 근처의 버팔로 사냥터에서 야영하고 있었다. 콜로라도 제1기병대는 조지 에이어 중위의 지휘 아래 그 무리에 접근했다. 평화로운 만남이 될 것이라고 확신한 린 베어는 자신의 평화적인 의도를 보여주기 위해 홀로 민병대를 만나러 갔다. 린 베어는 가슴에 1863년 워싱턴 D.C. 방문에서 받은 평화 메달을 자랑스럽게 달고 있었다. 손에는 링컨이 서명한 공식 문서를 들고 있었는데 자신이 백인과 평화롭고 친근한 관계임을 명시하는 내용이었다. 린 베어가 깨닫지 못한 것은 에이어의 병사들이 존 M. 치빙턴 대령의 "샤이엔족을 언제 어디서든 발견하면 죽여라"는 명령에 따라 작전 중이었다는 것이었다. 에이어는 부하들에게 린 베어를 쏘라고 명령했고, 린 베어는 부상을 입고 말에서 떨어졌다. 그는 병사들이 지상의 그의 몸을 지나쳐 갈 때 반복적으로 총을 맞았다. 당시 신문 보도와 서적에 따르면 1864년 여름 샤이엔족 전사들이 정착민들을 공격하고 여러 잔학 행위를 저질렀다고 한다. 여기에는 6월 11일 훙게이트 학살도 포함된다.
1864년 11월 29일, 미국 의용군 대령 존 밀턴 치빙턴과 콜로라도 제3기병대의 675명 병력은 콜로라도 준주 남동부에 있는 샤이엔족과 아라파호족 마을을 공격하여 파괴하고, 약 70명에서 600명이 넘는 미국 원주민을 살해하고 훼손했다. 치빙턴은 500명에서 600명의 전사들이 죽었다고 주장했다. 그러나 대부분의 자료에 따르면 약 150명이 사망했으며, 이 중 약 3분의 2는 여성과 어린이였다. 역사가 마이클 그린에 따르면, "샌드크리크 학살은 링컨 사후에도 인디언 정책 개혁을 촉발했다."

### 연방에 편입된 주
링컨 재임 기간 동안 두 개의 새로운 주가 연방에 편입되었다. 첫 번째 주인 웨스트버지니아는 남북 전쟁 시작 전에는 버지니아의 일부였다. 1861년 6월 휠링 회의에서 서부 버지니아의 여러 카운티 대표단은 버지니아의 합법적인 정부로서 버지니아 복원 정부를 결성했다. 다음 해, 웨스트버지니아 주민들은 버지니아에서 분리 독립하기로 투표했고, 새로운 주 헌법이 작성되었다. 버지니아 분할이 헌법적 문제를 야기한다고 믿는 일부 내각 구성원들의 반대에도 불구하고, 링컨은 웨스트버지니아 연방주의자들의 행동을 지지했으며, 웨스트버지니아를 주로 편입시키는 법안에 서명했다. 웨스트버지니아는 1863년 6월 20일 연방에 편입되었다. 나중에 1871년 버지니아주 대 웨스트버지니아주 사건 판결을 통해 대법원은 분리된 버지니아 카운티들이 별도의 주가 되는 데 필요한 동의를 얻었음을 암묵적으로 확인했다.
링컨이 대통령으로 재임하는 동안 연방에 편입된 두 번째 주는 네바다였다. 의회는 1864년 3월 네바다 준주가 주 정부를 구성할 수 있도록 제정법을 승인했다. 유사한 입법은 콜로라도 준주와 네브래스카 준주에도 승인되었다. 네브래스카의 헌법 제정 회의는 주 승격에 반대했고, 콜로라도 유권자들은 제안된 주 헌법을 거부했기 때문에 이 세 준주 중 링컨 재임 기간 동안 주가 된 것은 네바다주뿐이었다. 이는 1864년 10월 31일에 이루어졌다.

## 외교 정책
링컨은 그의 주요 정적이었던 윌리엄 H. 수어드를 국무장관으로 임명하고, 대부분의 외교 문제를 그에게 맡겼다. 그러나 링컨은 일부 최고 외교관들을 자신의 후원 정책의 일환으로 선발했다. 그는 또한 1861년 후반의 트렌트 사건 처리 과정을 면밀히 주시하여 영국과의 전쟁으로 확대되지 않도록 했다. 수어드의 주요 역할은 영국과 프랑스가 아메리카 연합국을 지지하지 못하게 하는 것이었다. 그는 워싱턴이 리치먼드를 지지할 경우 그들에게 전쟁을 선포할 것임을 런던과 파리에 알린 후 성공을 거두었다.
미국과 아메리카 연합국은 모두 외국의 중요성을 인식했다. 유럽의 개입은 미국 독립 전쟁에서 프랑스의 개입이 미국 독립에 도움이 되었던 것처럼 아메리카 연합국의 대의에 큰 도움이 될 수 있었기 때문이다. 전쟁 초기에 러시아는 강대국 중 유일하게 북부 연방을 지지했고, 다른 유럽 강대국들은 다양한 정도로 아메리카 연합국에 동정적이었다. 워싱턴의 정책은 성공적이었다. 남북 전쟁 내내 모든 외국은 공식적으로 중립을 지켰으며, 아메리카 연합국을 승인한 나라는 없었다.
비록 전쟁에 직접 개입하지는 않았지만, 유럽 강대국들, 특히 프랑스와 영국은 여러 방식으로 남북 전쟁에 영향을 미쳤다. 유럽 지도자들은 미국의 분열이 성장하는 경쟁자를 제거하거나 적어도 크게 약화시킬 잠재력을 가지고 있다고 보았다. 그들은 미국이 먼로주의를 강제할 수 없음을 이용할 방법을 찾았다. 스페인은 1861년에 도미니카 공화국을 침공했고, 프랑스는 멕시코에 괴뢰 정권을 세웠다. 그러나 유럽의 많은 사람들은 인도주의적 목적과 전쟁으로 인한 경제적 혼란 때문에 남북 전쟁이 빨리 끝나기를 바랐다.
링컨의 대외 정책은 1861년에 유럽 여론에 호소하는 면에서 부족했다. 유럽 귀족들(모든 주요 국가의 지배 계급)은 "미국의 실패가 민주 정부 실험 전체가 실패했음을 증명한다고 선언하며 절대적으로 기뻐했다." 외교관들은 미국이 노예제 폐지에 전념하지 않았으며, 대신 탈퇴의 위헌성에 대한 법률적 주장을 되풀이해야 했다. 반면 아메리카 연합국 대변인들은 노예제를 무시하고 대신 자유를 위한 투쟁, 자유 무역에 대한 헌신, 그리고 유럽 경제에서 면화의 필수적인 역할에 초점을 맞춤으로써 훨씬 더 성공적이었다. 그러나 면화 수출이 유럽의 개입을 강제할 것이라는 아메리카 연합국의 희망은 실현되지 않았다. 영국이 면화의 대체 공급원을 찾았고 면화에 의존하지 않는 산업에서 경제 성장을 경험했기 때문이다. 노예 해방 선언의 발표가 유럽 개입 가능성을 즉시 종식시키지는 않았지만, 이는 노예제 폐지를 북부 연방의 전쟁 목표로 추가함으로써 유럽 여론을 북부 연방에게 결집시켰다. 유럽 지도자들이 아메리카 연합국의 대의가 실패할 운명이라고 믿게 되면서, 게티즈버그 전투와 빅스버그에서의 북부 연방 승리로 유럽의 전쟁 개입 가능성은 완전히 사라졌다.

### 영국
영국 엘리트층의 여론은 아메리카 연합국을 선호하는 경향이 있었지만, 대중의 여론은 미국을 선호하는 경향이 있었다. 미국이 영국에 곡물을 선적하는 동안 영국은 제조품과 군수품을 수출하면서 양방향 대규모 무역이 계속되었다. 아메리카 연합국과의 영국 무역은 제한적이었고, 면화 소량이 영국으로 흘러들었으며 수십만 개의 군수품이 수많은 작은 봉쇄 돌파선들에 의해 밀수되었다. 영국 섬유 산업은 남부의 면화에 의존했지만, 1년 동안 공장을 가동할 재고가 있었고 어쨌든 산업가와 노동자들은 영국 정치에서 큰 비중을 차지하지 않았다. 1862년 9월 노예 해방 선언이 발표되면서, 남북 전쟁은 대부분의 영국인들이 지지하는 노예제 반대 전쟁이 되었다.
1861년 말에 미국과 영국 간에 심각한 외교 분쟁이 발생했다. 북부 연방 해군이 공해상에서 영국 우편선 트렌트호를 나포하고 유럽으로 향하던 아메리카 연합국 특사 두 명을 억류했다. 이 사건은 영국 대중의 분노를 불러일으켰고, 파머스턴 경 정부는 격렬하게 항의했지만, 미국 대중은 환호했다. 링컨은 불법적으로 억류된 두 외교관을 석방함으로써 트렌트 사건으로 알려진 위기를 종식시켰다.
영국 금융가들은 봉쇄 돌파선들을 대부분 건설하고 운영했으며, 수억 파운드를 지출했다. 이들은 영국 해군에서 휴가 중인 선원과 장교들로 구성되었다. 미국 해군이 빠른 봉쇄 돌파선을 나포하면, 배와 화물을 미국 선원들의 포상금으로 판매하고 승무원은 풀어주었다. 전쟁 동안 봉쇄 돌파선들은 아메리카 연합국에 무기의 60%, 탄약 납의 1/3, 화약 재료의 3/4, 그리고 군복 대부분의 천을 공급하여 남북 전쟁을 2년 연장시키고 양측 군인과 민간인 40만 명의 추가적인 인명 손실을 초래했다.
영국 조선소인 존 레어드 앤 선즈는 미국의 격렬한 항의에도 불구하고 CSS 앨라배마를 포함한 두 척의 군함을 아메리카 연합국을 위해 건조했다. 이 논란은 결국 남북 전쟁 후 앨라배마 클레임의 형태로 해결되었으며, 미국은 영국이 건조한 군함으로 인한 피해에 대해 국제 재판소의 중재로 1,550만 달러를 받게 되었다.

### 프랑스
프랑스 황제 나폴레옹 3세는 북아메리카에 프랑스 제국을 재건하려고 했으며, 멕시코를 중심으로 언젠가는 중앙아메리카를 가로지르는 운하를 포함하는 제국이 되기를 희망했다. 1861년 12월, 프랑스는 멕시코를 침공했다. 공식적인 명분은 채무 회수였지만, 프랑스는 결국 막시밀리아노 1세의 통치 아래 괴뢰 국가를 수립했다. 1862년 10월, 재통합된 미국이 자신의 재건된 프랑스 제국을 위협할 것을 우려한 나폴레옹 3세는 프랑스, 영국, 러시아의 공동 중재를 통한 남북 전쟁 휴전을 제안했다. 그러나 이 제안은 북부 연방을 소외시킬 것을 우려한 다른 유럽 강대국들에 의해 거부되었다. 1863년 1월 봉기에서 러시아에 대한 나폴레옹의 호전적인 입장은 강대국들을 분열시켰고, 공동 유럽 개입의 가능성을 크게 감소시켰다. 미국은 막시밀리아노의 정부를 인정하지 않았고, 무력으로 프랑스를 멕시코에서 몰아내겠다고 위협했지만, 막시밀리아노의 통치에 대한 멕시코의 저항이 커지는 와중에도 직접적으로 개입하지는 않았다. 1865년 남북 전쟁이 끝나면서 미국은 프랑스에 멕시코에서 철수하라는 압력을 강화했고, 서반구에서의 프랑스 주둔은 링컨 후임자의 주요 대외 정책 문제가 되었다. 1866년 프랑스는 멕시코에서 병력을 철수했고, 막시밀리아노는 공화파 군대에 붙잡혀 1867년에 처형되었다.

## 암살

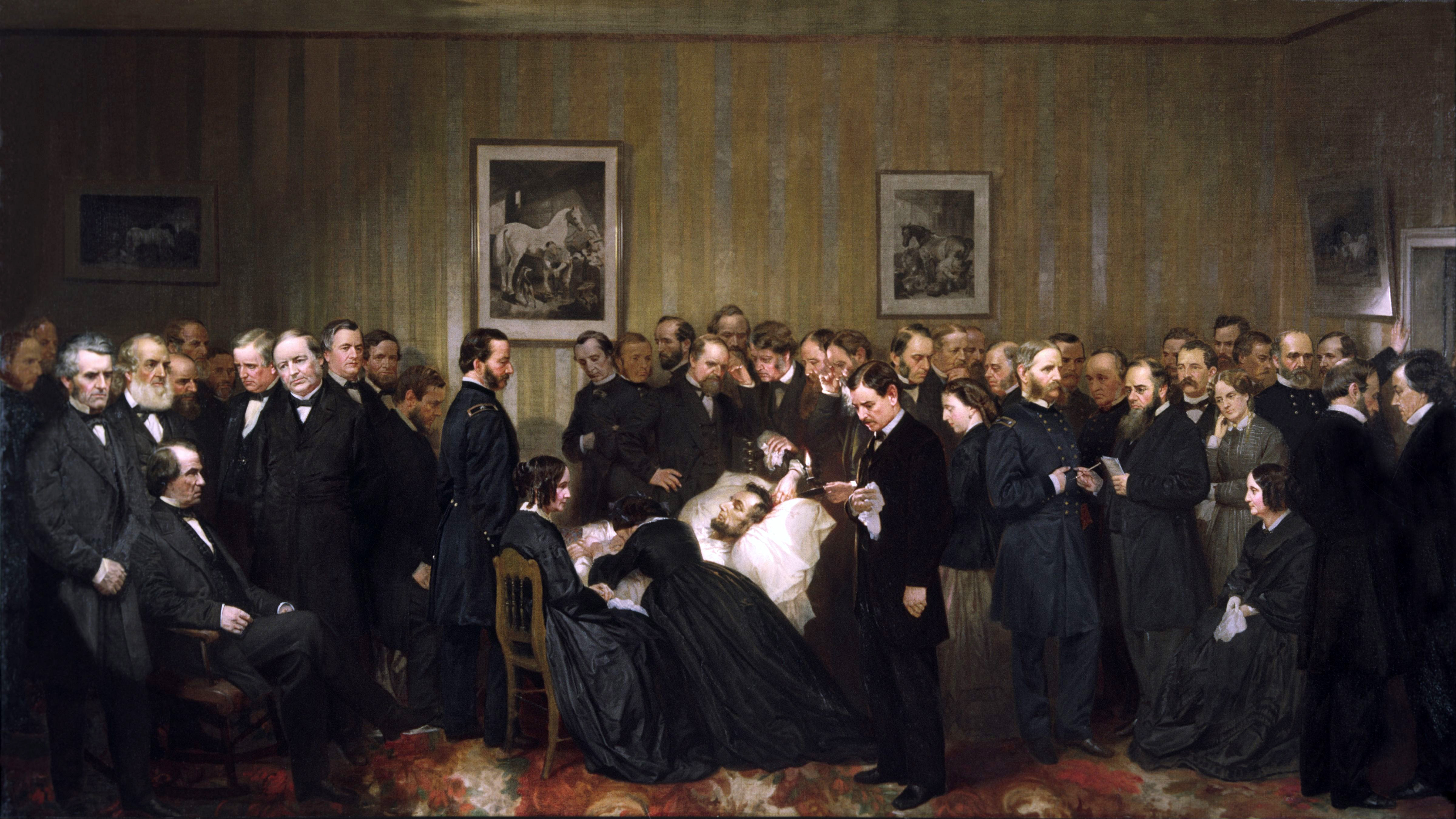
존 B. 바첼더가 디자인하고 알론조 채플이 그린 "에이브러햄 링컨의 마지막 시간"(1868년), 1865년 4월 14일부터 15일 새벽까지 죽어가는 대통령을 방문했던 사람들을 함께 묘사했다.

1865년 4월 14일 성금요일 밤 10시 직후, 링컨 대통령은 포드 극장에서 아내와 두 명의 손님과 함께 우리 미국인 사촌 공연을 관람하던 중 암살당했다. 링컨은 배우이자 남부 동조자인 존 윌크스 부스에게 머리 뒤쪽을 총에 맞았다. 치명상을 입은 대통령은 즉시 관중석에 있던 의사에게 진찰을 받은 후 길 건너편 피터슨 하숙집으로 옮겨졌고, 다음날 아침 7시 22분에 사망했다.
부스는 또한 공범인 루이스 파월, 데이빗 헤럴드, 그리고 조지 애체롯과 함께 국무장관 수어드와 부통령 존슨도 죽일 계획을 세웠다. 그들은 연방 정부를 불안정하게 하여 혼란을 야기함으로써 남부 연합의 대의를 되살리기를 희망했다. 부스는 링컨을 죽이는 데 성공했지만, 더 큰 계획은 실패했다. 수어드는 공격을 받았지만 상처에서 회복했고, 존슨을 암살하려던 암살범은 용기를 잃고 워싱턴을 도피했다. 존슨 암살 계획이 실패하면서 존슨은 링컨의 뒤를 이어 제17대 미국 대통령이 되었다.
링컨의 시신은 백악관 이스트 룸과 미국 국회의사당 원형 홀에 4월 21일까지 국장으로 안치되었고, 그 후 그의 관은 B&O 역으로 옮겨졌다. 장례식은 워싱턴 D.C.에서 열렸고, 그 후 장의열차가 1861년 대통령 당선인으로서의 링컨의 1,654 마일 (2,662 km) 여정을 약간 변경하여 되짚어가면서 추가 장소에서도 열렸다. 링컨은 5월 4일 스프링필드의 오크 리지 묘지에 묻혔다.

## 역사적 평가와 유산

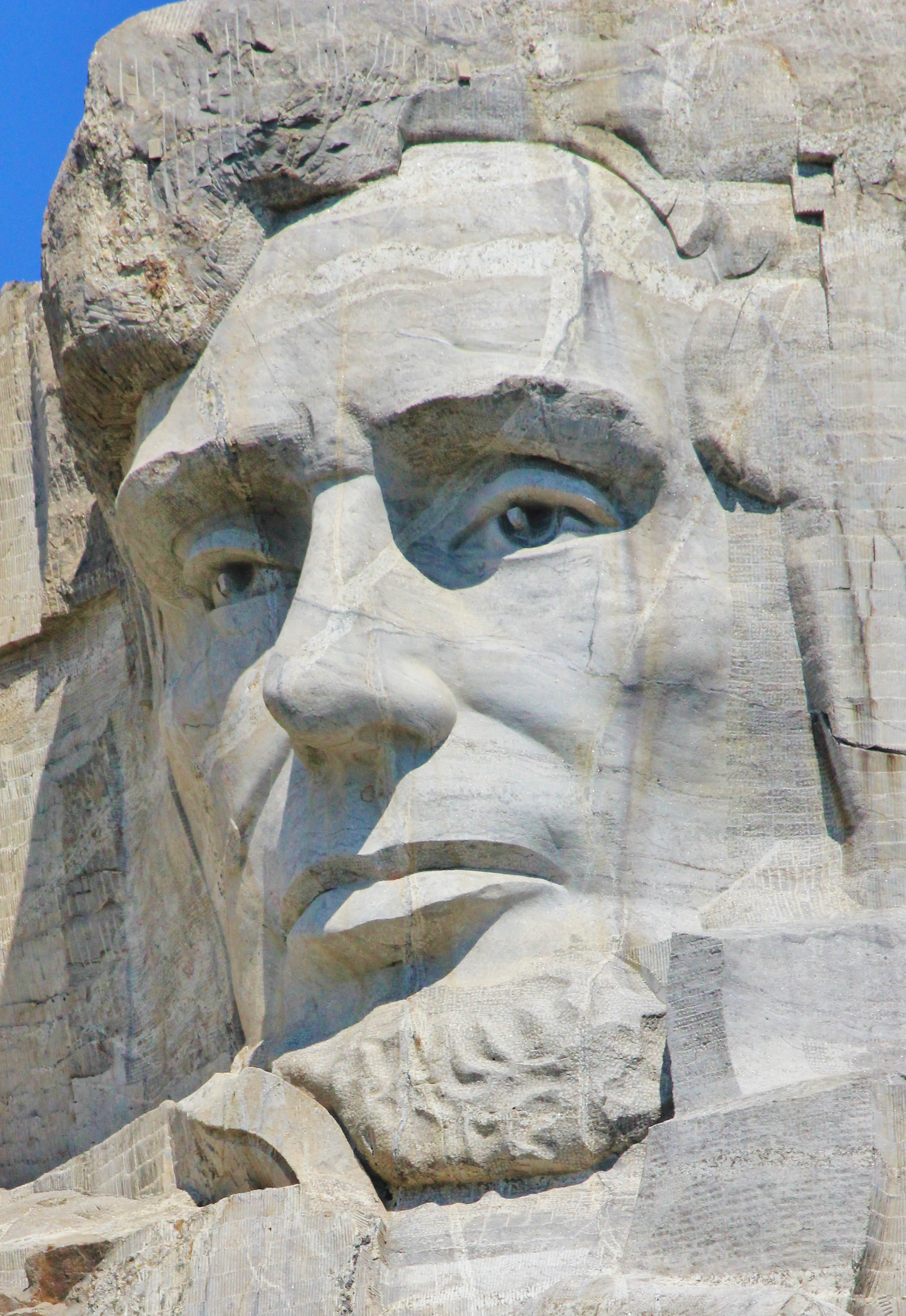
링컨의 형상은 러시모어산 돌에 조각되어 있다.

1940년대 이후 진행된 미국 학자들의 대통령 순위 조사에서 링컨은 일관되게 상위 3위 안에 들었으며, 종종 미국 역사상 가장 위대한 대통령으로 평가받았다. 2004년 연구에 따르면 역사 및 정치 분야의 학자들은 링컨을 1위로, 법학자들은 워싱턴에 이어 2위로 평가했다. 1948년 이후 미국에서 실시된 대통령 순위 여론 조사에서 링컨은 대다수의 조사에서 최상위를 기록했다. 1948년 슐레진저, 1962년 슐레진저, 1982년 머레이 블레싱 조사, 1982년 시카고 트리뷴 여론 조사, 1996년 슐레진저, 1996년 C-SPAN, 1996년 리딩스-맥아이버, 2008년 타임, 2009년 C-SPAN, 2017년 C-SPAN. 일반적으로 상위 3명의 대통령은 1위 링컨, 2위 조지 워싱턴, 3위 프랭클린 D. 루스벨트로 평가되지만, 링컨과 워싱턴, 워싱턴과 루스벨트의 순위가 가끔 바뀌기도 한다.

### 공화국과 공화주의 재정의
주들의 성공적인 재통일은 국가의 명칭에 영향을 미쳤다. "더 유나이티드 스테이츠"(the United States)라는 용어는 역사적으로 때로는 복수("이러한 유나이티드 스테이츠")로, 때로는 단수로 사용되었으며, 특별한 문법적 일관성은 없었다. 남북 전쟁은 19세기 말까지 단수 사용의 최종 지배력에 중요한 힘이 되었다. 법률 역사가 폴 핀켈만은 남북 전쟁에서의 연방 승리와 링컨 사후에 비준되었지만 남북 전쟁 덕분에 가능했던 재건 수정 헌법이 헌법의 본질을 바꾸었다고 주장한다. 연방 승리와 이어진 텍사스 대 화이트 사건 대법원 판례는 분리 독립과 주들의 무효화의 헌법적 정당성에 대한 논쟁을 종식시켰다. 노예제 폐지 외에도 재건 수정 헌법은 인종 평등을 촉진하는 헌법 조항을 명시했다.
최근 몇 년 동안 해리 재파, 허먼 벨츠, 존 디긴스, 버논 버튼, 에릭 포너와 같은 역사가들은 링컨이 공화주의 가치를 재정의했음을 강조해 왔다. 일찍이 1850년대에는 대부분의 정치적 수사가 헌법의 신성함에 초점을 맞추었지만, 링컨은 미국 정치 가치의 기반인 독립 선언에 중점을 두었으며, 이를 공화주의의 "주요 기둥"이라고 불렀다. 헌법의 노예제 허용과는 대조적으로 모든 사람을 위한 자유와 평등을 강조한 독립 선언은 논쟁의 방향을 바꾸었다. 디긴스는 1860년 초 영향력 있는 쿠퍼 유니온 연설에 대해 "링컨은 미국인들에게 공화주의 자체의 이론과 운명에 심오한 기여를 하는 역사 이론을 제시했다"고 결론지었다. 그의 입장은 그가 법률적 측면보다는 공화주의의 도덕적 기반을 강조했기 때문에 강해졌다. 그럼에도 불구하고 1861년 링컨은 법률적 측면(헌법은 계약이며, 한 당사자가 계약에서 벗어나려면 다른 모든 당사자가 동의해야 한다)과 모든 주에서 공화정 형태의 정부를 보장해야 하는 국가적 의무 측면에서 전쟁을 정당화했다. 버튼(2008)은 링컨의 공화주의가 해방된 해방노예들에 의해 받아들여졌다고 주장한다.

### 인용된 저작물
- Anderson, Bern (1989). 《By Sea and By River: The naval history of the Civil War》. New York, New York: Da Capo Press. ISBN 978-0-306-80367-3.
- Basler, Roy P. (1946). 《Abraham Lincoln: His Speeches and Writings》.
- Basler, Roy P. (1953). 《Collected Works of Abraham Lincoln (9 vols.)》. 뉴브런즈윅: 럿거스 대학교 출판부.
- Burlingame, Michael (2008). 《Abraham Lincoln: A Life.》 1. Johns Hopkins University Press. ISBN 978-0-8018-8993-6.
- Current, Richard N. Lincoln and the First Shot. (1963) ISBN 0-88133-498-7
- Donald, David Herbert (1996) [1995]. 《Lincoln》. New York: Simon & Schuster. ISBN 978-0-684-82535-9.
- Donald, David Herbert (2001). 《Lincoln Reconsidered》. Knopf Doubleday Publishing. ISBN 978-0-375-72532-6.
- Foner, Eric (1970). 《Free Soil, Free Labor, Free Men: The Ideology of the Republican Party before the Civil War》.
- Foner, Eric (1988). 《Reconstruction: America's Unfinished Revolution 1863-1877》. Harper & Row. ISBN 0-06-015851-4.
- Gienapp, William A. Abraham Lincoln and Civil War America (2002) ISBN 0-19-515099-6
- Goodwin, Doris Kearns (2005). 《Team of Rivals: The Political Genius of Abraham Lincoln》. New York: Simon & Schuster. ISBN 0-684-82490-6.
- Graebner, Norman (1959). 〈Abraham Lincoln: Conservative Statesman〉. 《The Enduring Lincoln: Lincoln Sesquicentennial Lectures at the University of Illinois》. University of Illinois Press. OCLC 428674.
- Guelzo, Allen C. (1999). 《Abraham Lincoln: Redeemer President》. Grand Rapids, Mich.: W. B. Eerdmans Pub. Co. ISBN 0-8028-3872-3. Second edition, 2022.
- Harris, William C. Lincoln's Rise to the Presidency (2007). ISBN 978-0-7006-1520-9
- Herring, George (2008). 《From Colony to Superpower: U.S. Foreign Relations Since 1776》. Oxford University Press.
- Holzer, Harold. Lincoln President-Elect: Abraham Lincoln and the Great Secession Winter, 1860–1861. (2008) ISBN 978-0-7432-8947-4
- Holzer, Harold (2004). 《Lincoln at Cooper Union: The Speech That Made Abraham Lincoln President》.
- Jaffa, Harry V. (2000). 《A New Birth of Freedom: Abraham Lincoln and the Coming of the Civil War》. Lanham, Md.: Rowman & Littlefield. ISBN 0-8476-9952-8.
- Klein, Maury (1997). 《Days of Defiance: Sumter, Secession, and the Coming of the Civil War》. New York: Alfred A. Knopf. ISBN 0-679-44747-4.
- McPherson, James M. (1988). 《Battle Cry of Freedom: The Civil War Era》. New York: Ballantine Books.
- McPherson, James M. (1991). 《Abraham Lincoln and the Second American Revolution》.
- McPherson, James M. Tried by War: Abraham Lincoln as Commander in Chief. (2008) ISBN 978-1-59420-191-2
- Miller, William Lee (2002). 《Lincoln's Virtues: An Ethical Biography》. New York: Alfred A. Knopf. ISBN 0-375-40158-X.
- Miller, William Lee (2008). 《President Lincoln: The Duty of a Statesman》. New York: Alfred A. Knopf. ISBN 978-1400041039.
- Neely, Mark E. Jr. The Fate of Liberty: Abraham Lincoln and Civil Liberties (1992). Pulitzer Prize winner. online version 보관됨 5월 29, 2012 - 웨이백 머신
- Neely, Mark E. Jr. The Last Best Hope of Earth (1993). ISBN 0-674-51125-5
- Neely, Mark E. Jr. Lincoln and the Democrats: The Politics of Opposition in the Civil War (2017). ISBN 978-1-107-03626-0
- Nichols, David A. (1999). 《Lincoln and the Indians: Civil War Politics and Policy》. Champaign, Illinois: University of Illinois Press. ISBN 0-252-06857-2.
- Paludan, Phillip Shaw (1994). 《The Presidency of Abraham Lincoln》. University Press of Kansas. ISBN 0-7006-0671-8.
- J. G., Randall; Current, Richard N. (1955). 《Lincoln the President: Last Full Measure》. Dodd, Mead & Company.
- Sandburg, Carl (1974). 《Abraham Lincoln: The Prairie Years and The War Years》. Harvest Books. ISBN 0-15-602611-2.
- Stahr, Walter (2012). 《Seward: Lincoln's Indispensable Man》. Simon & Schuster. ISBN 978-1-4391-2118-4.
- Symonds, Craig L.; Clipson, William J. (2001). 《The Naval Institute Historical Atlas of the U. S. Navy》. Annapolis, Maryland: Naval Institute Press.
- Symonds, Craig L. Lincoln and His Admirals (2008). ISBN 978-0-19-531022-1
- Thomas, Benjamin P. (1952). “Abraham Lincoln: A Biography”. 2012년 5월 29일에 원본 문서에서 보존된 문서. 2017년 9월 8일에 확인함.
- Thomas, Benjamin P. (2008). 《Abraham Lincoln: A Biography》. Southern Illinois University. ISBN 978-0-8093-2887-1.
- Weisman, Steven R. (2002). 《The Great Tax Wars: Lincoln to Wilson-The Fierce Battles over Money That Transformed the Nation》. Simon & Schuster. ISBN 0-684-85068-0.
- White, Ronald C. Jr. (2009). 《A. Lincoln: A Biography》. Random House. ISBN 978-1-4000-6499-1.
- White, Ronald C. (2005). 《The Eloquent President: A Portrait of Lincoln Through His Words》. New York: Random House. ISBN 0-8129-7046-2.
- Wills, Garry (1993). 《Lincoln at Gettysburg: The Words That Remade America》. New York: Simon & Schuster. ISBN 0-671-86742-3.
- Wilson, Douglas L. (1999). 《Honor's Voice: The Transformation of Abraham Lincoln》.

## 더 읽어보기
- Bordewich, Fergus M. Congress at War: How Republican Reformers Fought the Civil War, Defied Lincoln, Ended Slavery, and Remade America (2020) excerpt
- Cox, LaWanda (1981). 《Lincoln and Black Freedom: A Study in Presidential Leadership》. Columbia, South Carolina: University of South Carolina Press. ISBN 978-0-87249-400-8.
- Graff, Henry F., ed. The Presidents: A Reference History (3rd ed. 2002)  online
- Green, Michael S. (2011). 《Lincoln and the Election of 1860》. Carbondale, Illinois: Southern Illinois UP. ISBN 978-0-8093-3035-5.
- Holzer, Harold. The Presidents vs. the Press: The Endless Battle Between the White House and the Media—from the Founding Fathers to Fake News (Dutton, 2020) pp. 69–82.  online
- Holzer, Harold. Lincoln and the Power of the Press: The War for Public Opinion (Simon & Schuster, 2014).
- Lowenstein, Roger. Ways and Means: Lincoln and His Cabinet and the Financing of the Civil War (Penguin Press, 2022).
- Nicolay, John George and John Hay. Abraham Lincoln: A History (1890), 10 volumes; online at Volume 1 and Volume 2 vol 6
- Randall, James G. (1997) [First published in four volumes in 1945, 1952 and 1955]. 《Lincoln the President》 One. Boston, Massachusetts: Da Capo Press. ISBN 0306807548. Volume One covers Lincoln's life as far as Gettysburg, focusing mainly on his presidential administration.
- Randall, James G. (1997) [First published in four volumes in 1945, 1952 and 1955]. 《Lincoln the President》 Two. Boston, Massachusetts: Da Capo Press. ISBN 0306807556. Volume Two concentrates on Lincoln the person - his conversation, his personality, his daily tasks, his marriage, his sense of humour - and covers his life from the period of the Emancipation Proclamation to his death.
- Richardson, Heather Cox. The Greatest Nation of the Earth: Republican Economic Policies during the Civil War (1997) excerpt